# Berg- und Lusthaus Hoflößnitz
Das Berg- und Lusthaus Hoflößnitz in Radebeul-Oberlößnitz ist das Hauptgebäude des ehemals kurfürstlich- beziehungsweise königlich-sächsischen, heute städtischen Weinguts Hoflößnitz.
Das Weingut befindet sich auf dem ehemaligen Landsitz der Wettiner in der Landschaft Lößnitz und war fast 500 Jahre das Zentrum des höfischen sächsischen Weinbergsbesitzes. Das seit dem Historismus auch romantisierend Schloss Hoflößnitz genannte Weinbergsschlösschen war das Herrenhaus des sächsischen Herrschers, wenn er auf dem höfischen Weingut Hoflößnitz weilte, errichtet 1648 bis 1650 als erstes bedeutendes Bauschaffen gleich nach dem Dreißigjährigen Krieg. Kurfürst Johann Georg I. ließ es außen schlicht halten, während sich drinnen ganz andere Pracht versteckt: „Tropische Pfauen, schreiend rote Kakadus, brasilianische Papageien schmücken den Festsaal an der Decke, achtzig Tafelbilder sind es insgesamt, farbenfroh und naturgetreu – bis hin zur letzten Schwanzspitze“.

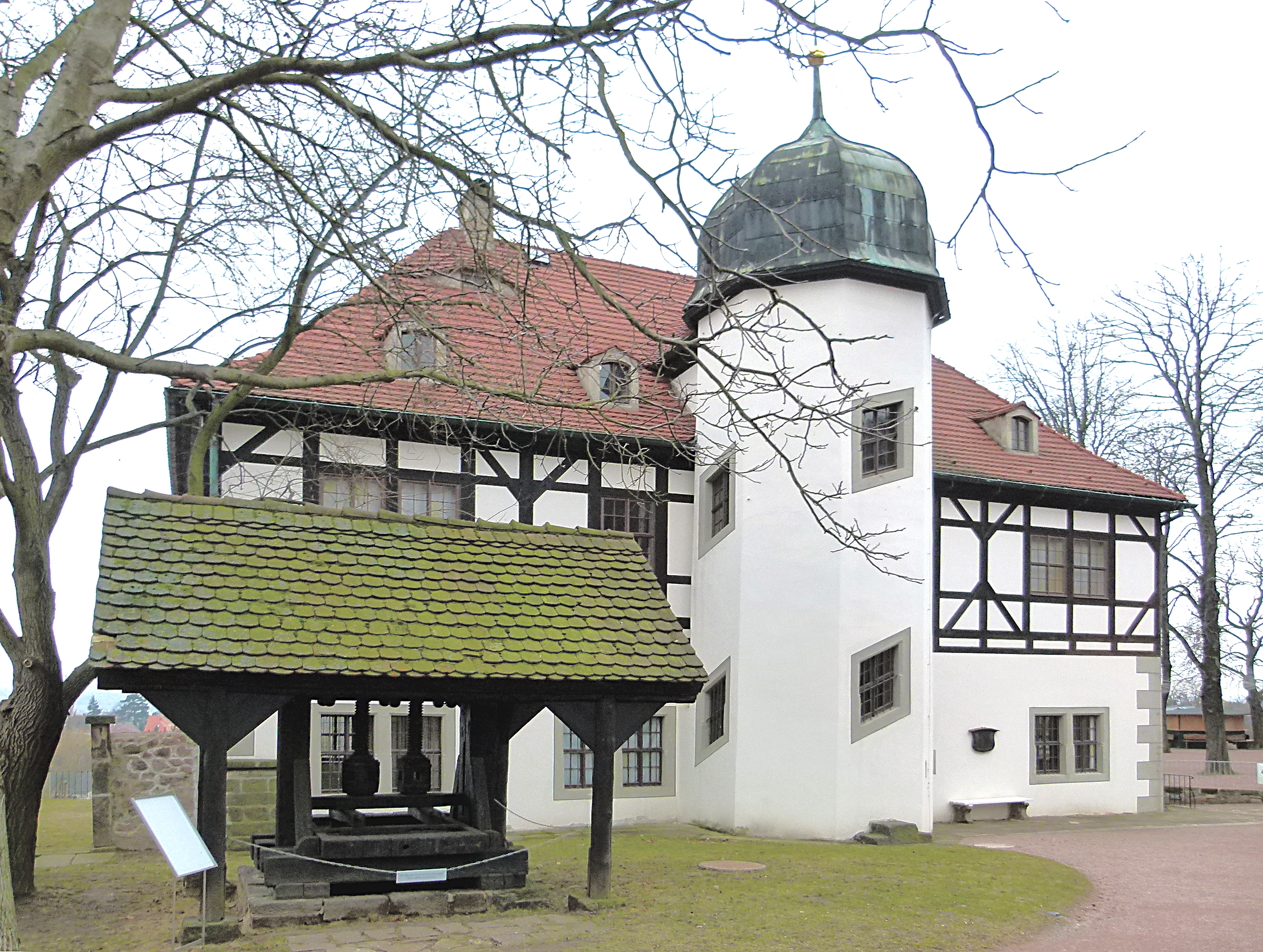
Das Berg- und Lusthaus, mit der „Grauen Presse“ davor

Das Berg- und Lusthaus ist heute das Hauptgebäude des Sächsischen Weinbaumuseums Hoflößnitz. Im Erdgeschoss wird die Geschichte des sächsischen Weinbaus präsentiert, während das Obergeschoss mit dem Festsaal und den beiden Wohn- und Schlafzimmern des Kurfürsten und der Kurfürstin als „eines der bemerkenswertesten Beispiele der Dekorationsweise des 17. Jahrhunderts“ gilt.

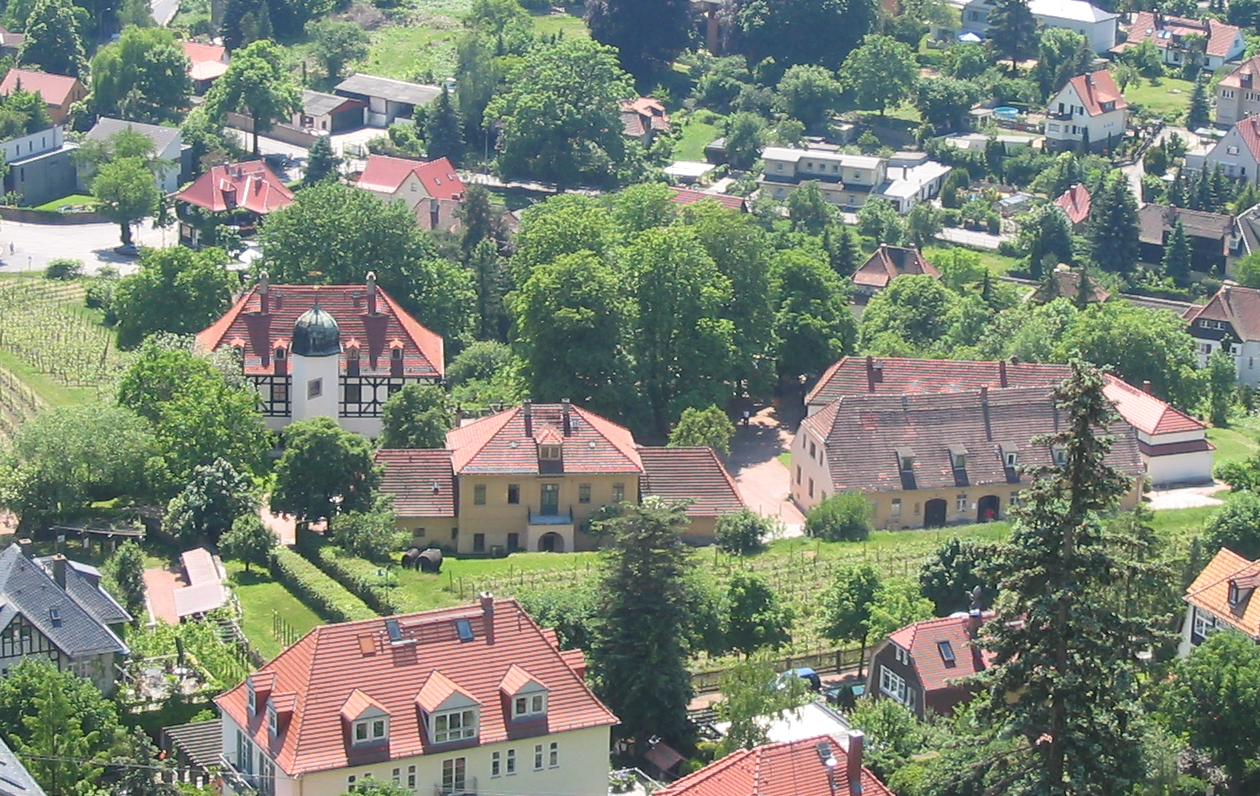
Die Hoflößnitz: Gesamtanlage vom Bismarckturm aus. Das Berg- und Lusthaus liegt links auf halber Bildhöhe.

Die Hoflößnitz mit Berg- und Lusthaus, Presshaus, Kavalierhaus und Weinpresse steht als „denkmalpflegerische Sachgesamtheit“ (Ensembleschutz) unter Denkmalschutz. Die gesamte Frei- und Grünfläche einschließlich der umgebenden Weinbergslandschaft mit dem Weinberg Goldener Wagen gilt als Werk der „Landschafts- und Gartengestaltung“ innerhalb des Denkmalschutzgebiets Historische Weinberglandschaft Radebeul. Zur Hoflößnitz gehören auch das unterhalb und rechts des Aufgangs beziehungsweise der Toranlage gelegene Winzerhaus mit angebautem Backhaus sowie der ehemalige Holzhof links zum Grund hin, ebenfalls mit einem Winzerhaus.

## Beschreibung

Lageplan der Hoflößnitz-Gebäude (aus Gurlitt, 1904) mit südlichem Zugang; auf dem Gutshof re. unten das Berg- und Lusthaus

Die Weingutanlage Hoflößnitz wird in der Radebeuler Denkmalliste unter der Adresse Knohllweg 37 als „Hoflößnitz, Stiftung Weingutmuseum Hoflößnitz, Berg- und Lusthaus mit Kavaliershaus, ehemaligem Presshaus, Wirtschaftsgebäuden, Weinpresse, Toranlagen, Treppen (unter anderem Spitzhaustreppe mit Muschelpavillon), Reiterstein und angrenzenden Weinbergen aufgeführt.“ In der Radebeuler Denkmaltopografie wird auf der zugehörigen Denkmalkartierung von Radebeul im Maßstab 1:5.000 das Kulturdenkmal Hoflößnitz als Sachgesamtheit dargestellt, die komplett auch ein Werk der Landschafts- und Gartengestaltung ist. Die denkmalgeschützte Weinbergslandschaft liegt innerhalb des Denkmalschutzgebiets Historische Weinberglandschaft Radebeul. Das eigentliche Gutshofensemble steht als etwa querrechteckige Gebäudegruppe auf der oberen Heidesandterrasse unterhalb des Steilanstiegs des Elbhangs, eines Teils der Lausitzer Verwerfung, der zur Hochfläche der Lausitzer Platte führt. Westlich liegt der Ausläufer des Lößnitzgrunds und weiter im Osten geht die Terrasse in die Junge Heide über. Aus südlicher Richtung führt etwa mittig der Treppenaufgang zum Gutshof. Rechts, im südöstlichen Eck, steht das Berg- und Lusthaus, westlich liegt die Kastanienterrasse mit großen Rosskastanienbäumen, an die sich, das Südwesteck bildend, die Winzerstube und über Eck das Wohnhaus anschließt. Auf der Nordseite steht links das Presshaus, zwischen ihm und dem Wohnhaus geht es auf der nordwestlichen Ecke auf einem Fußweg zur Hoflößnitzstraße. Rechts steht das Kavalierhaus, rechts daneben geht es zum unteren Teil der Spitzhaustreppe, die nach Norden hin aus dem Gutshof herausführt. Die Ostseite des Hofs bildet ein mächtiges Eingangstor, auf das der Knohllweg zwischen Weingärten führt. Der Innenhof ist vor den Gebäuden auf mehreren Laufwegen ebenso wie die Kastanienterrasse mit einer wassergebundenen Decke befestigt. Dazwischen befinden sich größere Rasenflächen, die etwas erhöht eingefasst sind. Vor der linken Seite des Berg- und Lusthauses steht eine Zwei-Spindel-Weinpresse unter einer Einhausung von 1952. Es handelt sich um die „Graue Presse“ aus dem Weingut im nördlich benachbarten Wahnsdorf. Das Berg- und Lusthaus ist wie die anderen Gutsgebäude als Teil des Ensembles und auch als Einzeldenkmal ausgewiesen.

### Außenstilisierung als Weinbergshaus

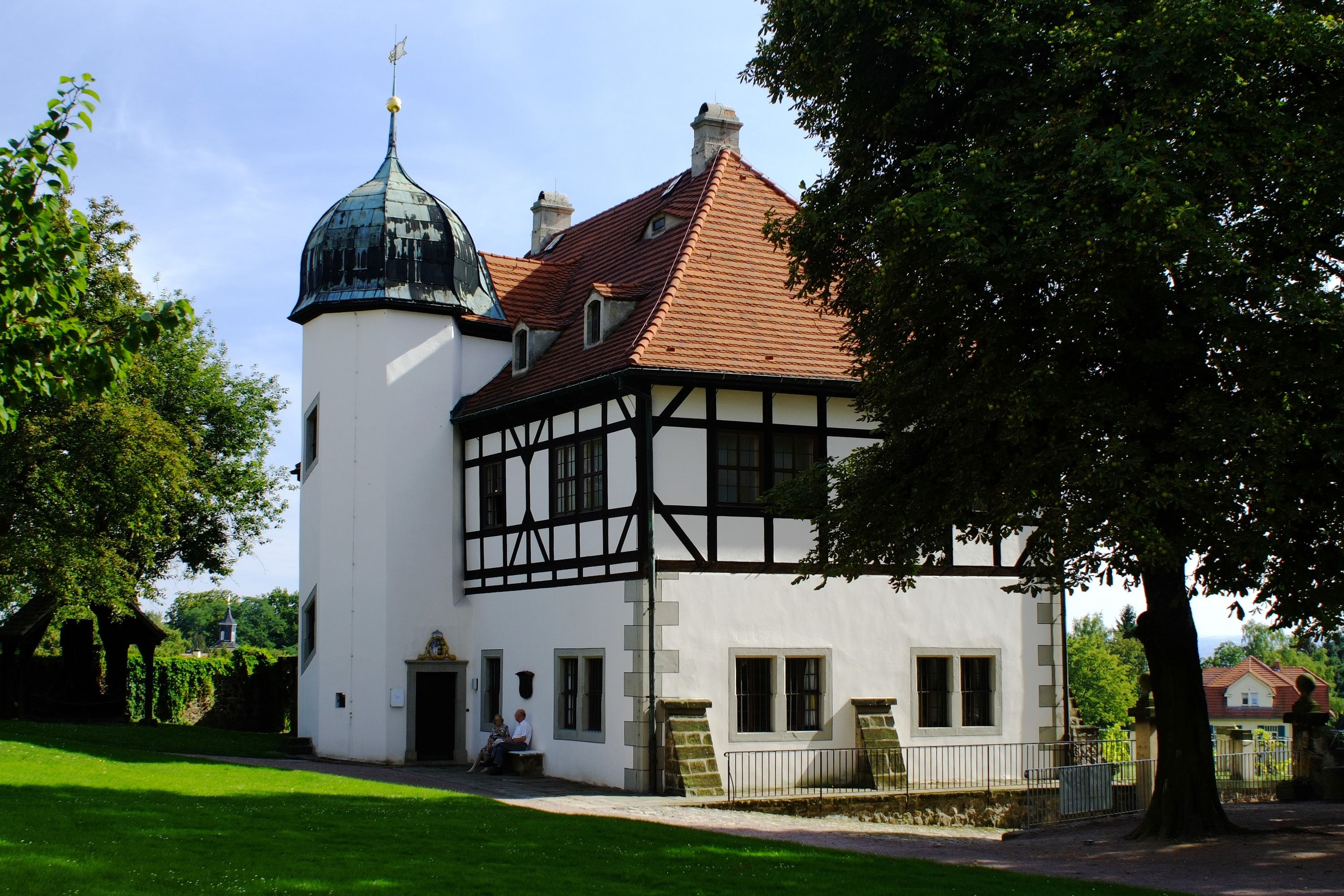
Berg- und Lusthaus mit dem charakteristischen Wendelstein, dort der Eingang ins Innere

Das Berg- und Lusthaus, oft auch romantisierend „Schloss Hoflößnitz“ genannt, ist das Hauptgebäude der kurfürstlich- beziehungsweise königlich-sächsischen Weingutsanlage Hoflößnitz. Als nicht hauptsächlich zu staatstragenden Repräsentationszwecken geschaffenes, sondern als Sommersitz des Weinbergsbesitzers dienendes, herrschaftliches Lustschlösschen auf einem Landgut entspricht es eher dem Typus des Herrenhauses. Solche wurden zu jener Zeit viele in der Region von herrschaftlichen, meist Dresdner Weingutsbesitzern gebaut, angefangen bei dem wohl ältesten, dem Bennoschlösschen im Stil der Renaissance, über eher schlichte wie das Kynast bis hin zu äußerlich repräsentativen wie das Haus Sorgenfrei im Dresdner Zopfstil.
Das zweigeschossige Haupthaus des Hofweinguts entspricht in seiner äußeren Stilisierung mit einem unten verputzten, massiven Erdgeschoss, einem Obergeschoss in Fachwerk und dem hohen Walmdach der in der Lößnitz üblichen Bauweise vieler der dortigen Weinbergs- oder Winzerhäuser. Im Gegensatz zu den meisten von ihnen steht es jedoch nicht auf dem tonnengewölbten Weinkeller, sondern auf ebener Erde. Der Bau ist 20,8 Meter breit und 10,5 Meter tief. Das Fachwerk besteht aus Fuß- und Kopfstreben. Die Hauptansichten haben je vier symmetrische Fensterachsen, die Nebenansichten jeweils zwei. Die Fenster bis auf jene neben dem Treppenturm sind als Zwillingsfenster ausgeführt. Die Erdgeschossfenster sind von profilierten Sandsteingewänden eingefasst. Im ziegelgedeckten Dach befinden sich auf beiden Langseiten je eine untere Reihe von vier Walmgauben und eine obere Reihe von zwei Fledermausgauben. Kurz vor den Firstenden ragen zwei Schornsteine aus der Dachhaut.
Im Gegensatz zu den sonstigen Lößnitz-Herrenhäusern kennzeichnet der auf der Bergseite vor den Baukörper vorgesetzte achteckige Treppenturm das Berg- und Lusthaus. Dieser „Wendelstein“ ist verputzt; er wird auf der Nord- und auf der Ostseite durch im Winkel der Treppensteigung verzerrte Fenster belichtet. Auf der Westseite befindet sich die Eingangstür, über dieser das teilweise vergoldete kursächsische Wappen über der Datierung „1650“. Der Turmschaft reicht bis zur halben Höhe des Walmdachs, dann folgt eine kupferbelegte geschweifte Haube. Darauf sitzt eine vergoldete Kugel und darüber eine vergoldete Wetterfahne mit dem sächsischen Kurwappen und der Datierung „1677“.

Weinbergs- und Herrenhäuser der Lößnitz zum Vergleich
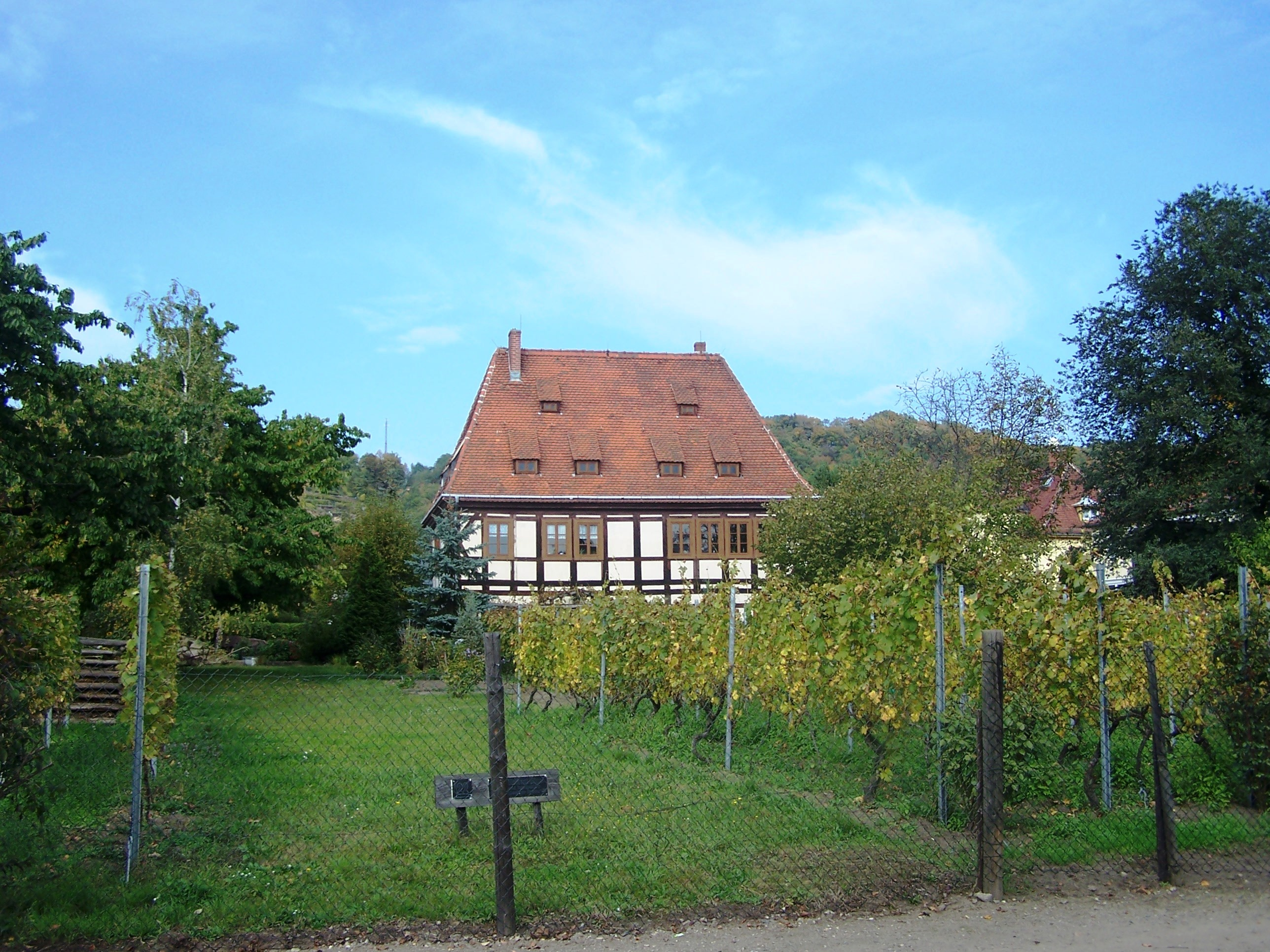
Haus Breitig
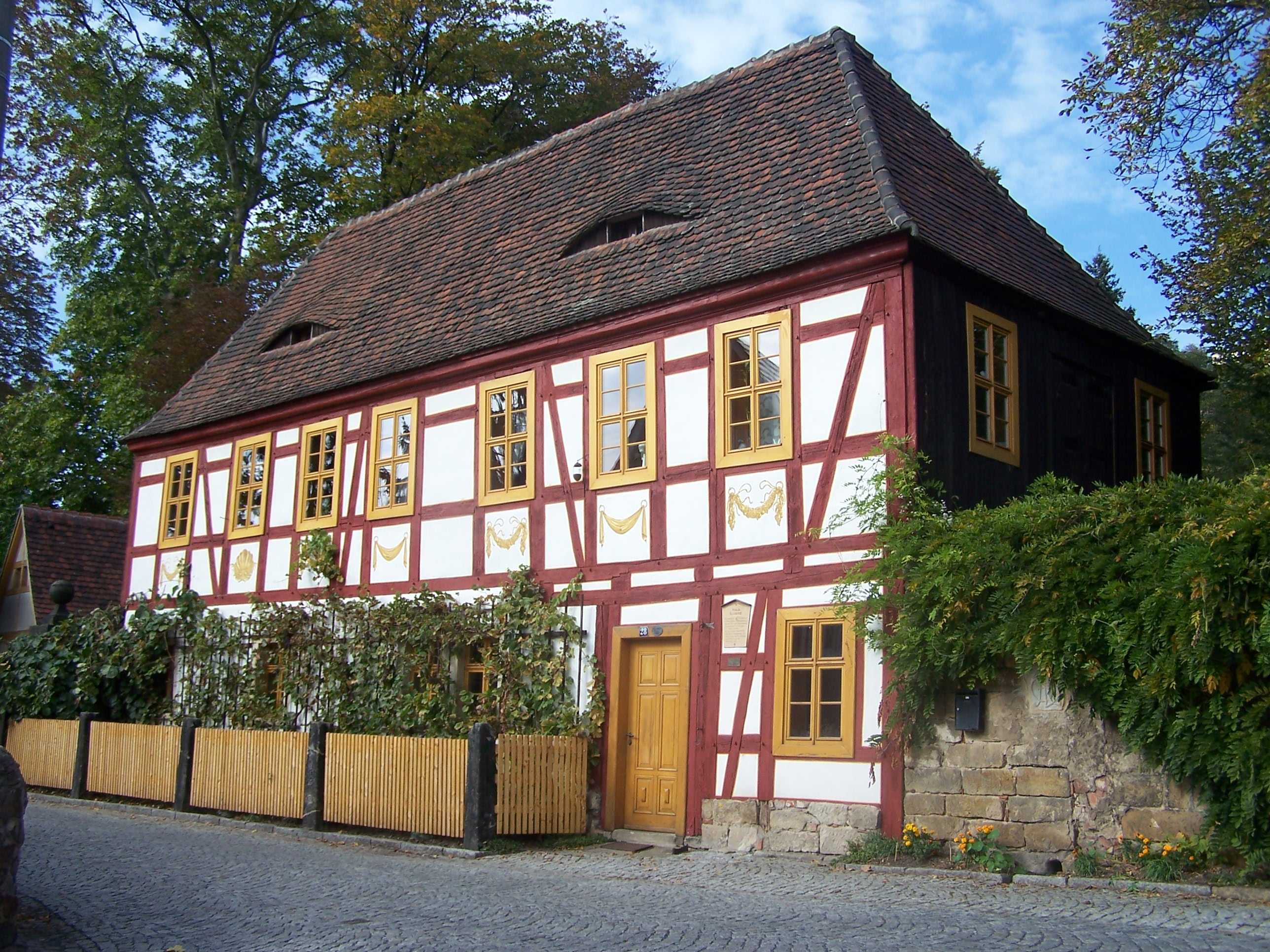
Haus Lorenz
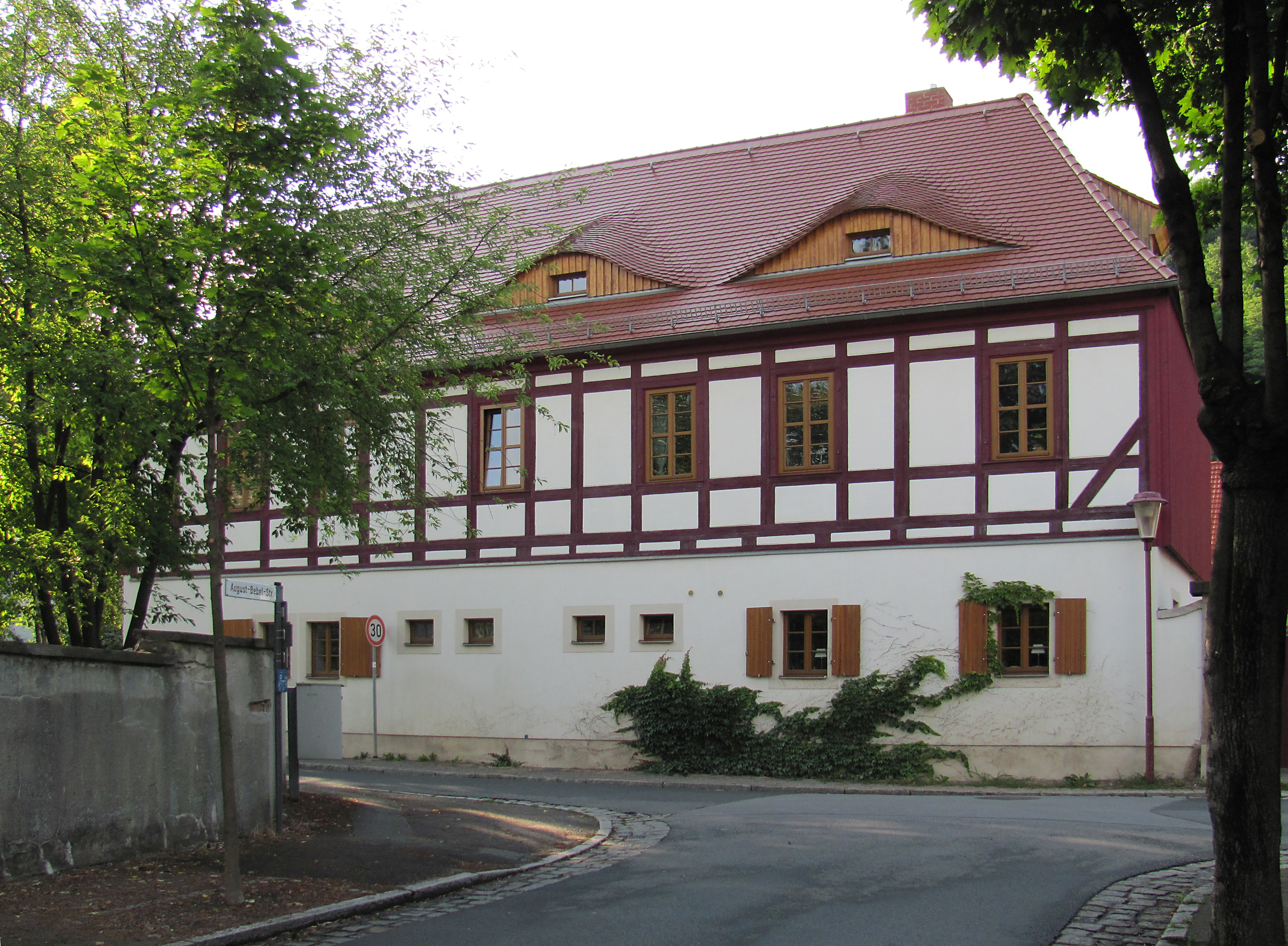
Haus Schmieder
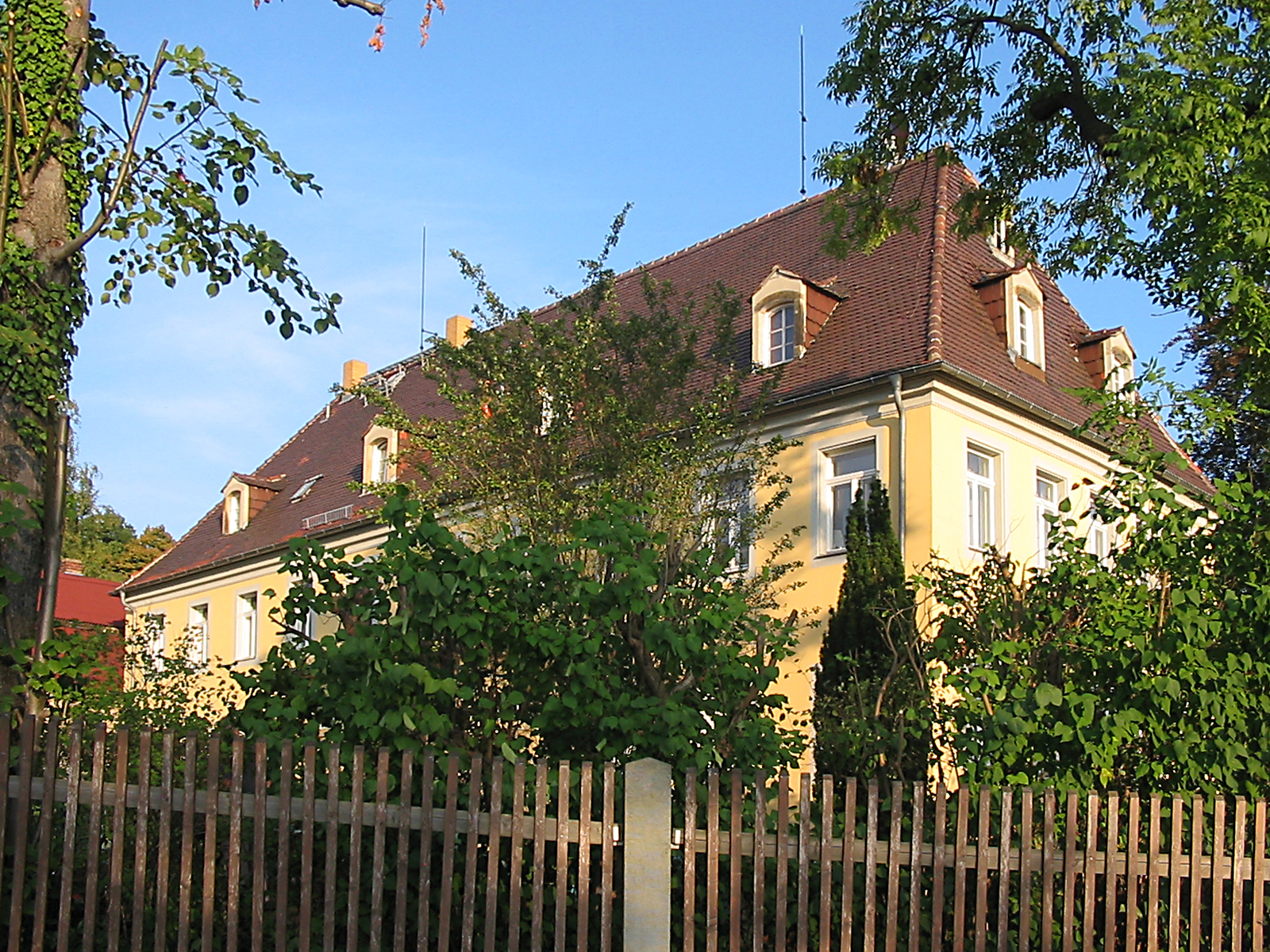
Herrenhaus Kynast
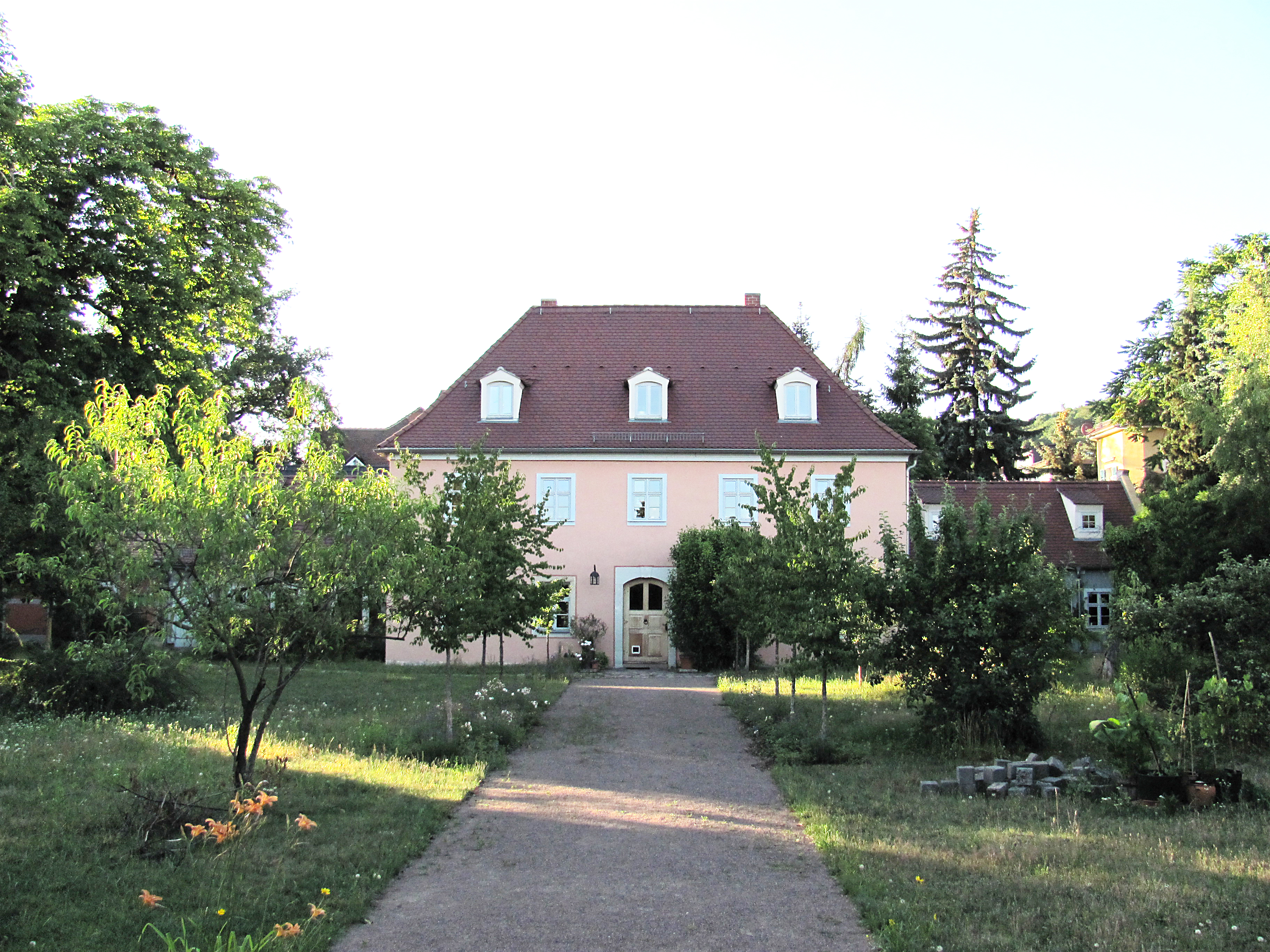
Lindenhof

### Innenausgestaltung im repräsentativen Manierismus beziehungsweise Frühbarock

#### Erdgeschoss

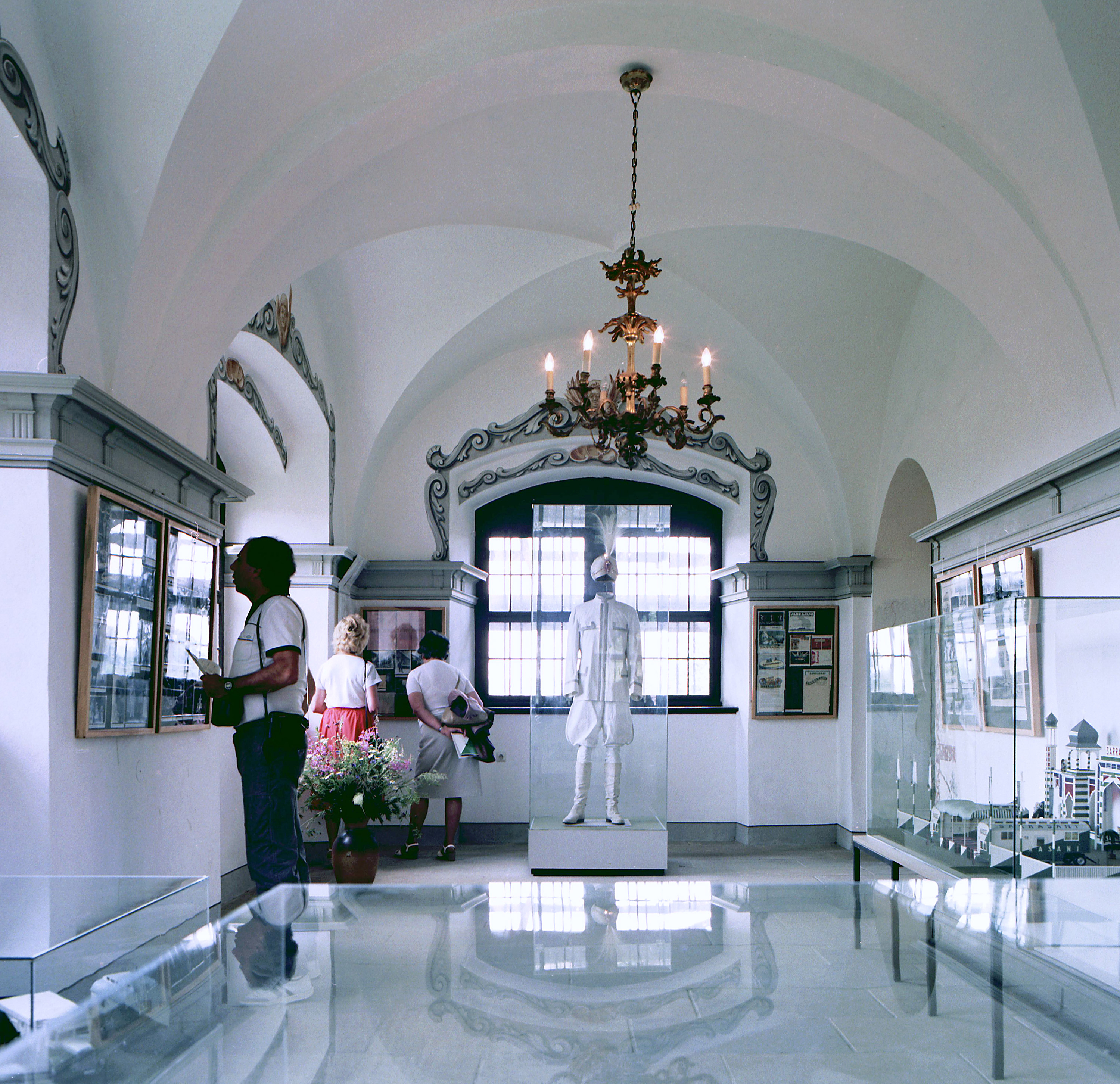
Tafelstube (1987)

##### Aufteilung und Raumfunktionen
Das Erdgeschoss mit der Dokumentation des Weinbaus wird vom Treppenturm aus betreten. Der dem Festsaal im Obergeschoss entsprechende Raum wird durch eine Querwand vor der Gebäudemitte geteilt, so dass sich ein schmaler querliegender Flur ergibt, der rechts in die Marschallstube und links in das Tafelzimmer führt. An der dem Eingang gegenüberliegenden Querwand ist in einem Schaukasten eine kolorierte Ausgabe von Moritz Retzschs Winzerzug von 1840 ausgestellt. Das Tafelzimmer oder auch die Tafelstube auf der Ostseite links von Eingang erstreckt sich über die gesamte Tiefe des Gebäudes und wird von zwei Kreuzgraten überspannt. Eine hinter der Gebäudemitte liegende Querwand teilt das Pendant zur Tafelstube auf der Westseite des Gebäudes, sodass sich ein etwas größerer, die Marschallstube, und ein etwas kleinerer Raum ergeben. Der Platz auf der Südseite hinter der Querwand des Flurs ist ebenfalls durch eine Wand zweigeteilt. Auf der östlichen Seite liegt der Zehrgarten im Anschluss an die Tafelstube, westlich daneben die Küche. Diese wird außerhalb der Mitte durch eine Säule gestützt. Alle Räume sind mit Türen verbunden, sodass der Besucher im Kreis durch das Erdgeschoss gehen kann. Die Küche mit den beiden angrenzenden Räumen wurden im ersten Inventar von 1659 als „Küchengewölbe“ bezeichnet. Auch die Decken der anderen Räume weisen Kreuzgratgewölbe auf. Die Böden sind mit Sandsteinplatten belegt. Alle Erdgeschossräume mit Ausnahme der Küche waren mit Rebenmotiven bemalt. Im Tafelzimmer wurde der höfischen Tafelgesellschaft aufgetragen. Das höfische Tafelgeschirr wurde ebenfalls im Erdgeschoss des Berg- und Lusthauses verwahrt. Den Marschällen des Hofes war es vorbehalten, in einem separaten Raum zu speisen.

##### Restaurierungsfortschritt
Im Dezember 2013 wurden die beiden frisch restaurierten Repräsentationsräume des Erdgeschosses, die größere Tafelstube im Osten (links vom Eingang) und die Marschallstube auf der Westseite, der Öffentlichkeit präsentiert. Nach der Auswertung der Berichte über die Restaurierungen in den 1980er Jahren und minimal-invasiven Untersuchungen der Wandflächen wurden diese mit historischen Quellen verglichen und die Ergebnisse einem Kolloquium deutscher Denkmalpfleger und Restauratoren vorgelegt. Dieses erarbeitete die Empfehlungen zur jüngsten Fassung der Wandflächen, Türen und Fenster.

#### Obergeschoss

Grundriss des Obergeschosses bei Gurlitt, 1904 (Norden ist unten). Es fehlen im Bild die Türen vom Festsaal zu den Schlafräumen.

Im Obergeschoss befinden sich die kurfürstlichen Wohn- und Repräsentationsräume. Die Gemächer gelten als eines der wenigen Beispiele unversehrt erhaltener Innenarchitektur des 17. Jahrhunderts in Sachsen an der stilistischen Grenze zwischen spätem Manierismus und frühem Barock. Sie stammen einschließlich der Kamine und der Kachelöfen aus der Zeit Johann Georgs II. Während die bemalte Täfelung (Boiserie) nahezu vollständig erhalten ist, wurde das Mobiliar Ende des 19. Jahrhunderts versteigert.
Im Jahr 2013 wurden die Fußbodendielen der vier Fürstengemächer hinter dem Festsaal restauriert, das Dachtragwerk mit der Dachdeckung und die Fenster aufgearbeitet.

##### Anordnung und Ausgestaltung

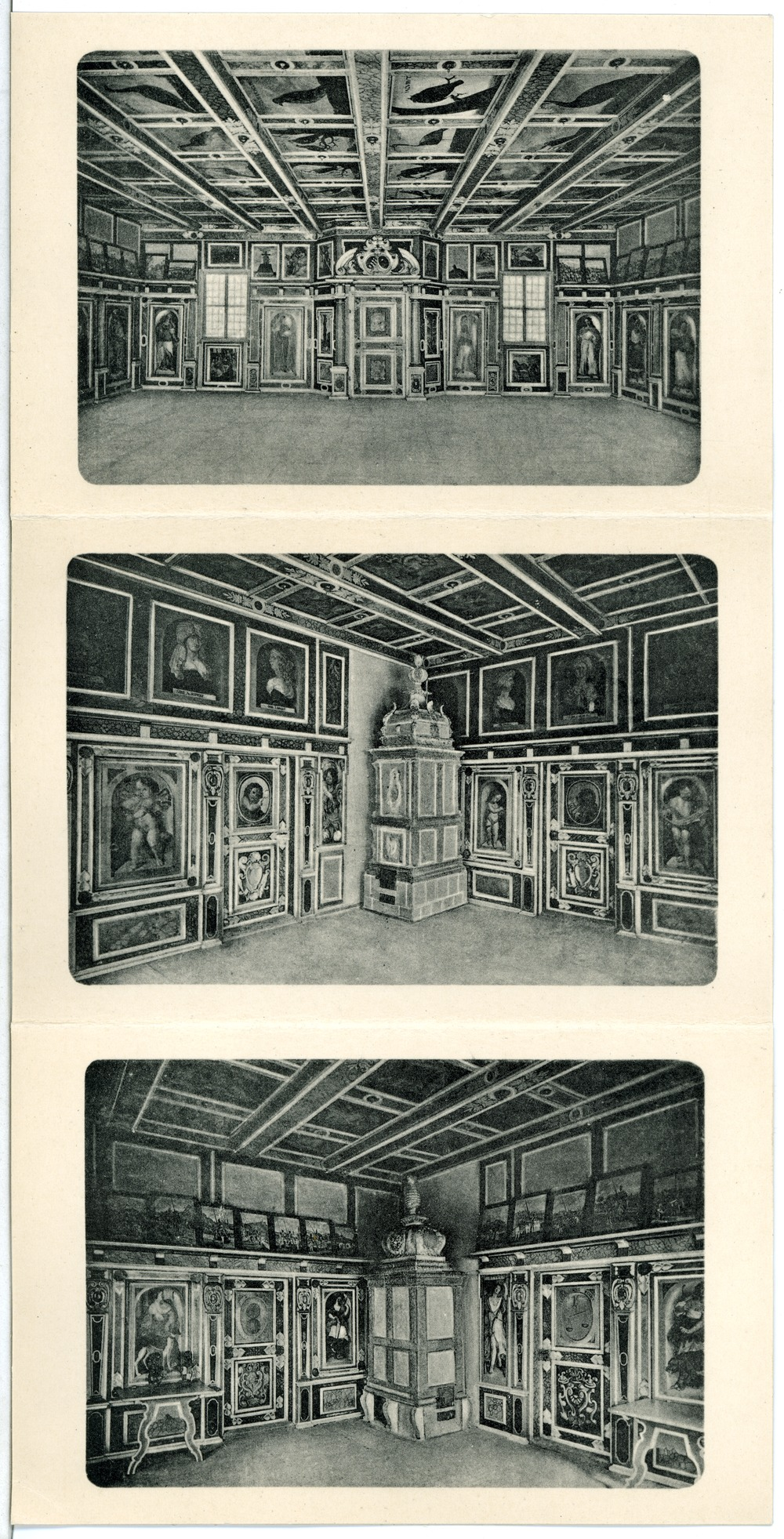
Saal und Nebengelasse, 1910

Vom Treppenhaus aus betritt der Besucher den mittig gelegenen, gut acht mal acht Meter großen Festsaal. Er wird auf der Südseite von zwei Doppelfenstern belichtet, auf der Nordseite befindet sich auf jeder Seite des Treppenturms ein Einzelfenster, in der Mitte vor beiden Seitenwänden jeweils ein Kamin. Auf beiden Seiten der Kamine führt eine in der Bemalung verborgene Tür in die dahinterliegenden Räume. Auf der Westseite liegen das Wohn- und das Schlafzimmer des Kurfürsten (Gemach und Schlafkammer), auf der linken Seite vom Treppenturm aus, also im Osten, spiegelbildlich der von je zwei Doppelfenstern belichtete Wohn- und der Schlafraum der Kurfürstin. Beide Zimmerfluchten haben an den Schornstein angeschlossene Kachelöfen hinter den Kaminen und eine Abseite. Der Boden des Festsaals ist mit Sandsteinplatten belegt, die vier seitlichen Räume weisen Holzdielen auf. Die bemalten hölzernen Rahmen und Füllungen der Wand- und Deckenverkleidungen sind noch erhalten. Die Wandverkleidungen sind bis auf etwa zwei Drittel der Wandhöhe durch Pilaster und Säulen auf Postamenten gegliedert. Über einem Gesims folgen bis zur Decke Füllungen. Die Paneele aus Nadelholz wurden vor Ort bemalt. Die verwendeten Farben sind Kalkkaseinbindungen in Tempera mit Ölansätzen. Die Räume haben Decken mit sichtbaren, künstlerisch verzierten Balken, dazwischen sind vertieft Einschubbretter mit auf Leinwand gemalten und auf Rahmen aufgezogenen Bildern angebracht. Die bildliche Ausgestaltung stammt überwiegend von den beiden Hofmalern Christian Schiebling (1603–1663) und Centurio Wiebel (1616–1684), die wohl bei den Emblemen durch Gesellen oder Schüler unterstützt wurden. Die 1912/13 teilweise übermalten Wandpaneele wurden seit 1978 durch Entfernung der Übermalung und des vergilbten Firnis erneut restauriert.

##### Festsaal

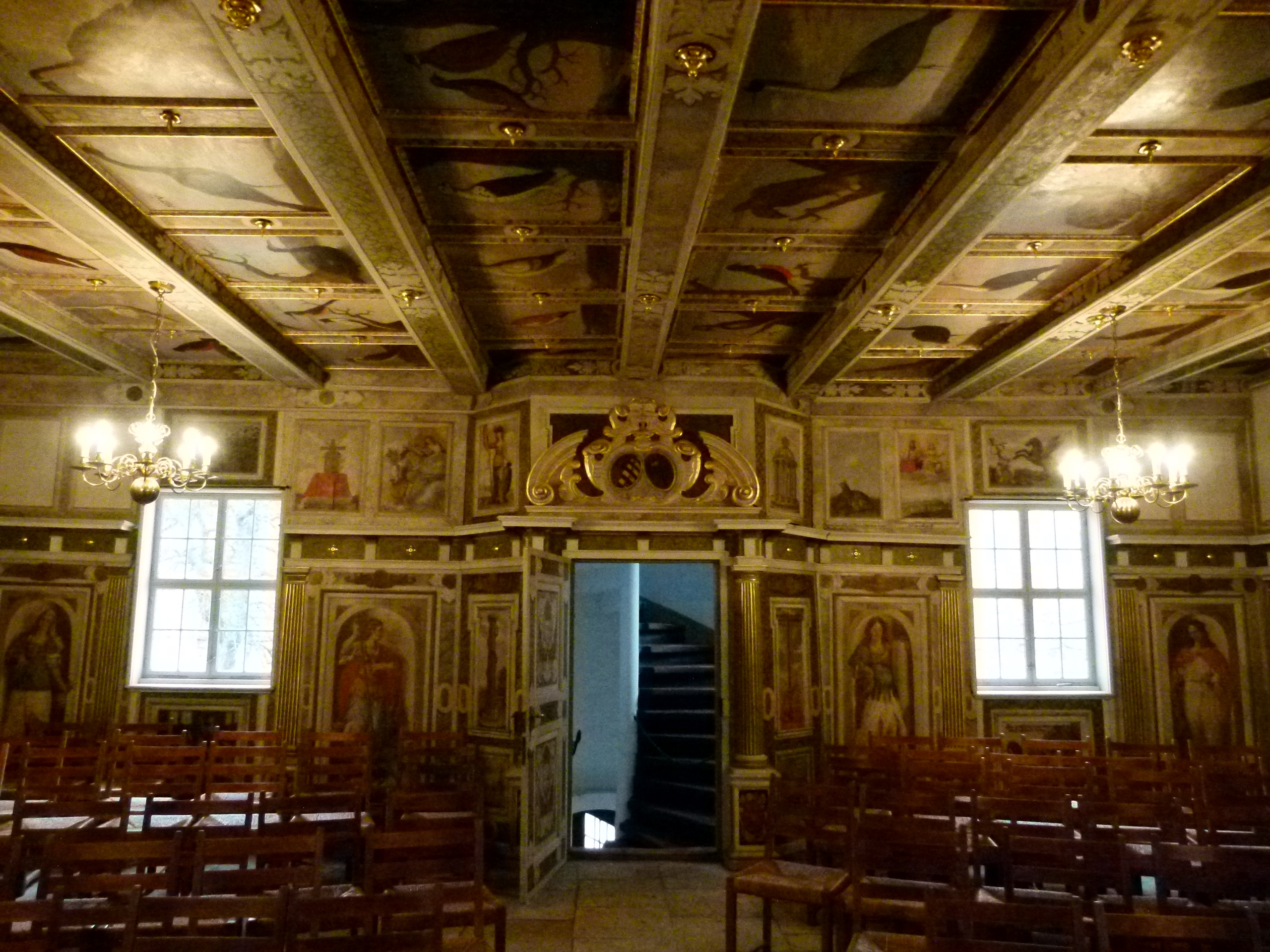
Eingangsportal im Festsaal mit dem Allianzwappen, dahinter der Wendelstein

Die Pilaster des Festsaals sind nach Vitruvs Säulenordnung als Dorische Ordnung ausgeführt, um im Zusammenhang mit den nachstehend beschriebenen Bildnissen die von Architekturtheoretikern der Renaissance (z. B. Sebastiano Serlio) betonten Prinzipien von „Stärke und Heldenhaftigkeit“ zum Ausdruck zu bringen. Die gleichartig gestalteten Säulen am Eingangsportal werden bei Dehio 1996 jedoch als Toskanische Ordnung bezeichnet, da sie eine Basis haben, was auch auf die Pilaster zutrifft. Beide, Säulen und Pilaster, sind jedoch auch kanneliert, was eigentlich der Toskanischen Ordnung widerspricht.
Das von den genannten Säulen flankierte Eingangsportal ist mit einem Gesprenge gekrönt, darin befindet sich das kurfürstlich-sächsische Allianzwappen.

###### Tugenden
Die Wandvertäfelungen zeigen sechzehn fast lebensgroße, junge „barock bewegte Frauenfigur[en]“ als Allegorien der Tugenden, zumeist gekleidet in antikisierende Gewänder. Jedes Paneel sitzt zwischen den Pilastern der unteren Wand, jeweils vier je Wand. In einer gemalten Rundbogennische liegt unten eine räumlich nach hinten verzerrte Sockelplatte, auf der die Figur steht. Auf dem Scheitel des Rundbogens steht jeweils in Großbuchstaben der lateinische Name (in Klammern die deutsche Übersetzung). Jeweils von links nach rechts zeigt die Nordwand mit dem Eingang „Benevolentia“ (Wohlwollen), „Vigilantia“ (Wachsamkeit), „Fortitudo“ (Stärke, Tapferkeit) und „Mansuetudo“ (Wohlwollen); die rechts davon gelegene Ostwand enthält „Heroitas“ (Heldenmut), „Temperantia“ (Mäßigkeit), „Pietas“ (Frömmigkeit) und „Magnanimitas“ (Hochherzigkeit); auf der Südwand sind „Iustitia“ (Gerechtigkeit), „Sapientia“ (Weisheit), „Dignitas“ (Würde) und „Intellectus“ (Verstand) zu sehen und auf der Westwand „Animositas“ (Tapferkeit), „Constantia“ (Beständigkeit, Gelassenheit), „Artium Cognitio“ (Kenntnis der Künste) und „Prudentia“ (Klugheit).

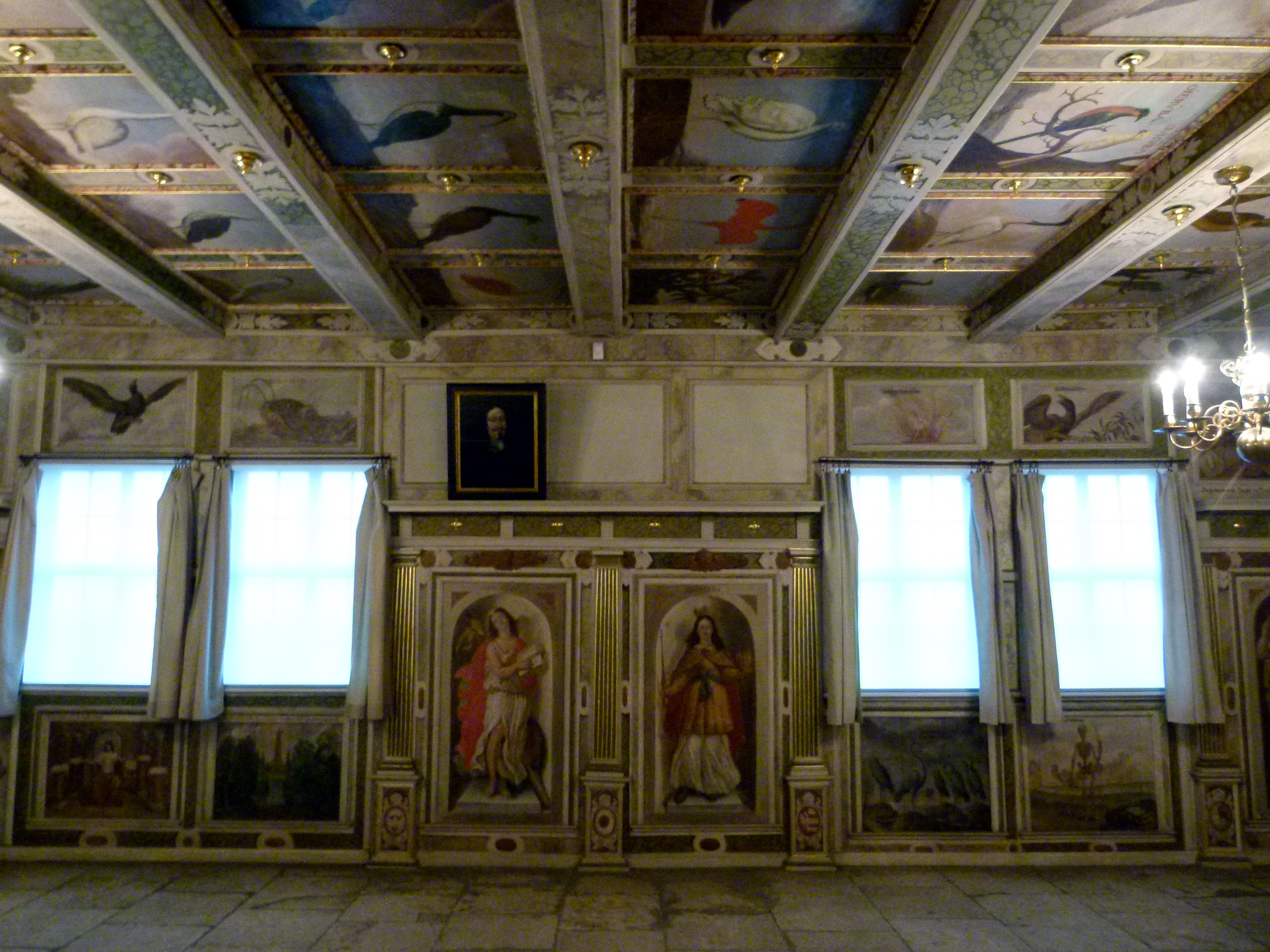
Die Südwand des Festsaals: Mitte rechts die Dignitas, links daneben Sapientia. Die vier Embleme über den Fenstern (von links): „Der Höchste Vogel in der Luft“, „Der gröste Fisch in Meer“, „Der behertzte Vogel in Fewer“, „Der Meister aller Thiere“. Sie können als die vier Elemente interpretiert werden.

Neben den vier Kardinaltugenden sind weitere Tugenden vorhanden, die als Herrschertugenden interpretiert werden; die drei Christlichen Tugenden dagegen fehlen. Dignitas und Heroitas tragen sogar Herrscherornate. Die Dignitas befindet sich genau gegenüber der Eingangstür neben der Sapientia. In der rechten Hand hält sie ein Szepter, in der Linken eine „goldene edelsteingeschmückte Mitrakrone als Symbol des Kaisers“. Sie trägt ein goldenes Obergewand, einen Umhang mit rotem Futter und auf dem Kopf eine Laubkrone. Die Heroitas ist in einem Herrscherornat mit orientalischer Kopfbedeckung dargestellt. Die Fortitudo mit Lorbeerkranz und imperatorischem Feldherrnpanzer und die Constantia, die sich auf eine antike Feldherrnbüste stützt, vervollständigen die Bezüge auf Herrscher-Personifikationen, von denen sich die sächsischen Fürstentugenden ableiten sollen.

###### Verlorene Herrscherporträts
Vor einer Reihe von weiß gestrichenen Paneelen mit einer angedeuteten Umrahmung hingen über den Tugenddarstellungen fünfzehn Porträts von Herrschern: In der Mitte der Südwand, dem Eingangsportal gegenüber, von Kaiser Ferdinand III. und seiner Gemahlin Eleonora, vor der Westwand zu den Kurfürstenräumen hin von Kaiser Leopold I., Kaiser Ferdinand II. und den sächsischen Kurfürsten Johann Georg I. und Johann Georg II., des brandenburgischen Kurfürsten Friedrich Wilhelm und des Kurfürsten Carl Ludwig zu Pfalz-Heidelberg. Gegenüber an der Ostwand befanden sich auf der linken Seite Porträts der drei geistlichen Kurfürsten, Johann Philipp von Schönborn, Erzbischof von Mainz, Maximilian Heinrich von Bayern, Erzbischof von Köln, und Karl Kaspar von der Leyen Erzbischof von Trier. Über dem Eck vor der Nordwand hing das Bild von Kurfürst Ferdinand Maria von Bayern und auf der rechten Seite der Ostwand waren die drei Brüder von Johann Georg II., die Herzöge Moritz von Sachsen-Zeitz, Christian von Sachsen-Merseburg und August von Sachsen-Weißenfels abgebildet.
In einer inhaltlichen Parallele zu den Neun Guten Helden führten die gezeigten Tugenden zum „Bild des guten Fürsten“. Diese Form des „Reichs- und Tugendspiegels“ war ein typisches Ausstattungsmerkmal der Herrschersäle des 16. und 17. Jahrhunderts; sie führten die Idee des schriftgebundenen Fürstenspiegels weiter. Die Fürstengemälde wurden zusammen mit einigen wenigen Ausstattungsmobiliaren vor der Versteigerung 1889 dem Finanzministerium übergeben. Ihr Verbleib ist nicht bekannt.

###### Embleme

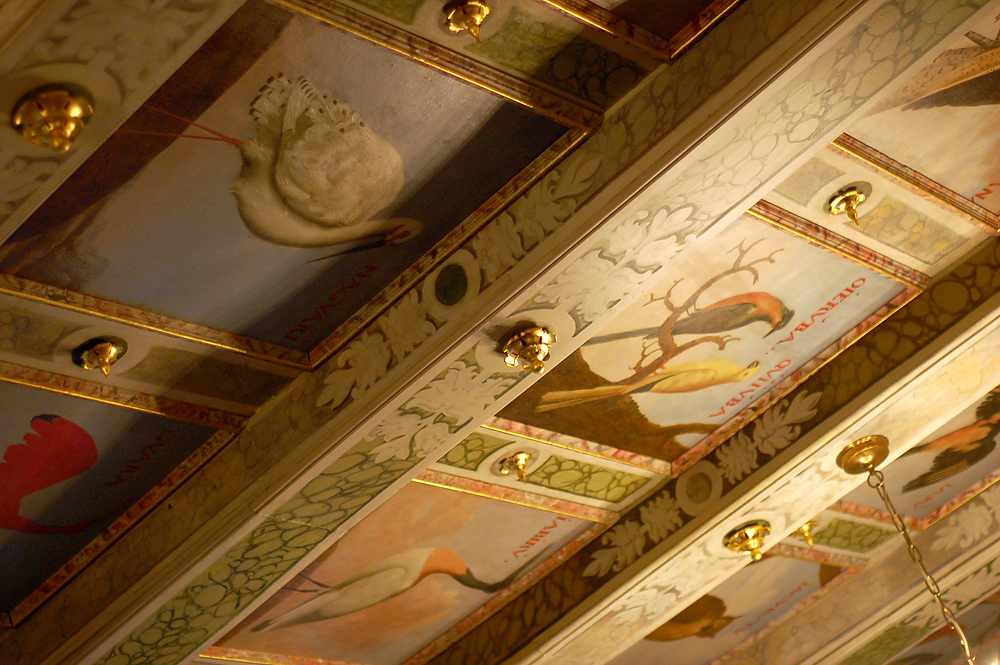
Deckendetail: Bemalte und verzierte Balkendecke mit den Vogel-Bildern

Auf den bisher noch nicht beschriebenen Wandfeldern befinden sich 32 emblematische Darstellungen (Sinnbilder). Diese humanistische Kunstform ursprünglich aus der Renaissance setzt sich aus jeweils drei Teilen zusammen: der Überschrift (Motto, Lemma), dem Bild (Pictura, Icon) und dem Erklärungstext (Subscriptio, Epigramm). In der Bildenden Kunst verkürzt sich die Darstellung auf das Bild, dem ein kurzes Motto beigegeben wird. Die Bedeutung des Emblems wird in der Regel jedoch nur durch das Epigramm deutlich. Teilweise wurden Embleme aus Vorlagenbüchern entnommen, die den Künstlern jener Zeit bekannt waren, beispielsweise aus Schoonhovens Emblemata. Partim Moralia partim etiam Civilia.
Die Sinnbilder in der Hoflößnitz bestehen aus einem Bild und einem erläuternden Kurztext in Frakturschrift im unteren Bildbereich oder auf dem Rahmen, bis auf zwei Ausnahmen in Deutsch. Sieben der 32 Embleme der Hoflößnitz stammen unmittelbar von Schoonhoven, für die anderen konnte bisher keine Vorlage ermittelt werden. Es gibt allerdings emblematische Darstellungen mit ähnlichem Inhalt wie der wachsame/nicht schlafende Löwe, der brennende Altar, der Adler als Herrschaftssymbol oder der Phönix als Auferstehungssymbolik.
Dem Wein beziehungsweise dem Weinbau sind nur zwei Embleme gewidmet. Moralisierende Inhalte, insbesondere bezogen auf gute Regentschaft oder auf Gottesfurcht, bilden eine große Gruppe, daneben gibt es zahlreiche Sinnbilder mit dem Thema des Heiligen Römischen Reiches und mit Bezug auf die sächsische Regentschaft.
Die jeweils zwei Embleme auf den Türen zu den Gemächern des Kurfürsten und der Kurfürstin beziehen sich speziell auf die Herrscher, vor den jeweiligen Wohnzimmern sind es wohl sogar persönliche Impresen des Herrscherpaars.

###### Vogelbilder
Die Decke des Festsaals ist mit 80 Bildern exotischer, meist brasilianischer Vögel des niederländischen Malers Albert Eckhout (* ca. 1607 in Groningen; † 1665 oder 1666 ebenda) geschmückt. Eckhout hatte die Skizzen zu den Bildern von der Brasilienexpedition 1637 bis 1644 unter Johann Moritz von Nassau-Siegen mitgebracht. Die Vogeldarstellungen sind „von besonderem naturhistorischen Belang.“

##### Wohnraum des Kurfürsten

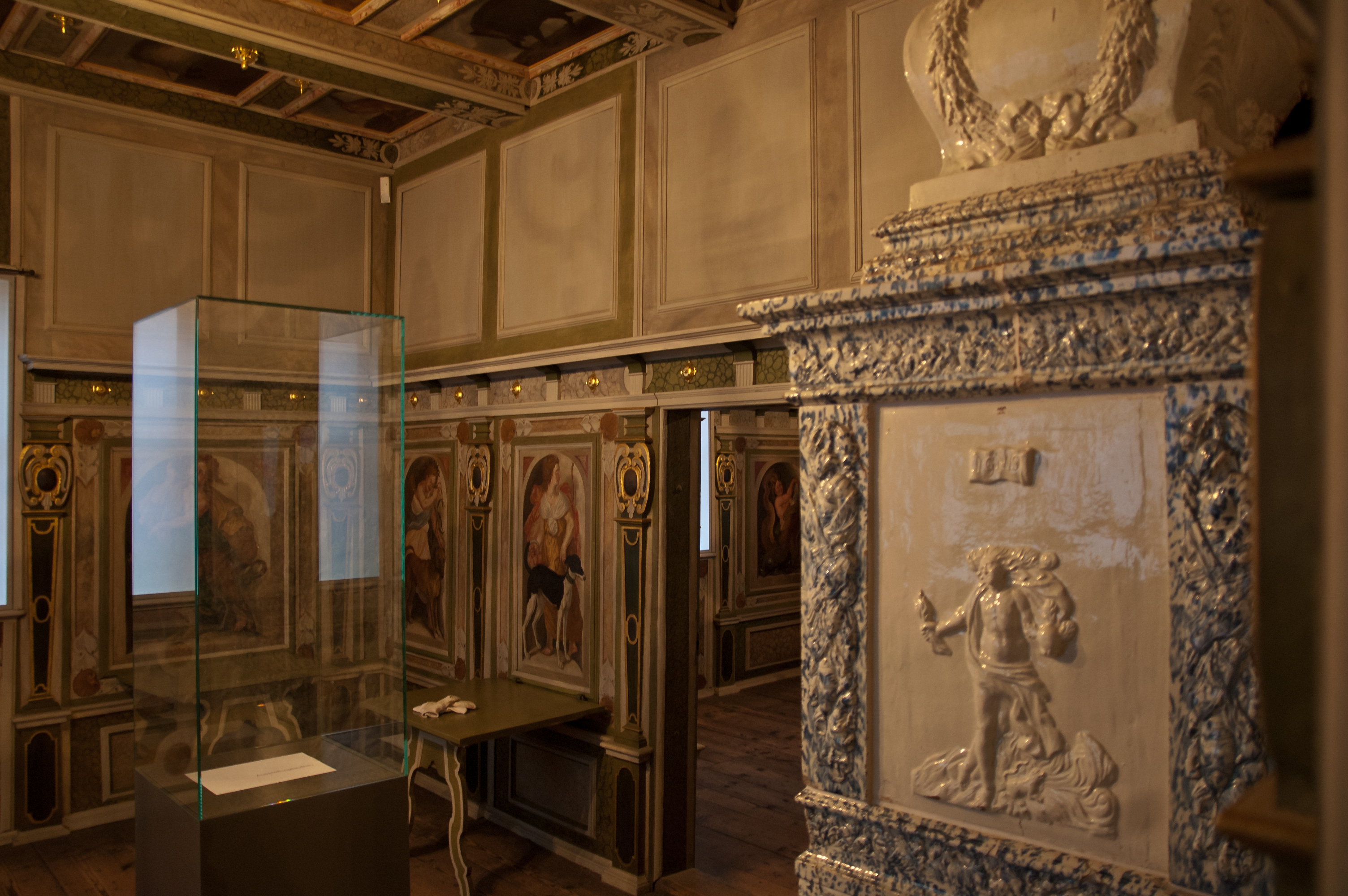
Blick ins Kurfürstenzimmer

Im Wohnraum steht in der Ecke, hinter der sich im angrenzenden Festsaal der Kamin befindet, ein mit Reliefs verzierter und reich gegliederter Kachelofen. Die Pilaster zwischen den Wandpaneelen sind in den beiden Räumen des Kurfürsten und der Kurfürstin nicht von dorischer Ordnung, sondern es wurde die Gestalt der zu jener Zeit modernen Terme mit sich nach unten verjüngendem Schaft gewählt. Verziert sind die Paneelteilungen mit sparsamer Juwelenornamentik.

###### Jagdgöttin mit Nymphen und Leibhunden
Die Wand des kurfürstlichen Wohnraums ist mit mythologischen weiblichen Gestalten in Rundbogennischen verziert, die, bis auf zwei, im Bildvordergrund Jagdhunde mit sich führen. Namentlich genannt ist die Jagdgöttin Diana auf einem kleinen Namensschild. Ihre Nymphen sind ohne Namen. Die Hunde, die sehr sorgfältig ausgearbeitet und individuell dargestellt sind, tragen unterschiedliche Halsbänder, zum Teil mit den Initialen I.G.H.Z.S., die auf Johann Georg I. hinweisen (Johann Georg Herzog Zu Sachsen). Herz vermutet, dass es sich um die möglichst genaue Darstellung kurfürstlicher Leibhunde handelt.

###### Kurfürstliche Wildstrecke
An der Decke befinden sich 24 Wildmotive von Tieren, die den Inschriften nach der Kurfürst selbst erlegt hat oder die in seiner Regierungszeit erlegt wurden. Es handelt sich um Darstellungen von Bären, Dachsen, Eichhörnchen, Füchsen, Hasen, Hirschen, Luchsen und Wildschweinen. Einige der Inschriften geben Größe und Gewicht der Tiere an sowie den Ort und das Datum der Jagd.

##### Schlafraum des Kurfürsten

###### Najaden und Putti
Die Wände des Schlafgemachs sind mit Najaden geschmückt, die teilweise von Algen umkränzt sind. An der Decke befinden sich Putti, die oft im Zusammenhang mit Wasser von Schilf begleitet sind. Beide Figurentypen spielen oder ringen mit Krebsen, Fischen und anderen Tieren.

###### Fische
Die im Schlafraum des Kurfürsten meist im Zusammenhang mit Najaden oder Putten dargestellten Fische wurden wohl von einem zoologischen Laien gemalt. Nicht nur gewisse künstlerische Freiheiten, sondern auch ungenaue Vorstellungen über das natürliche Leben der jeweiligen Fischarten fallen auf. Während manche der Details sehr genau dargestellt sind, fällt dem Kenner auf, dass insbesondere typische Farbmerkmale der lebenden Fische fehlen und die Farbgestaltung eher der eines bereits längere Zeit verwahrten Exemplars entspricht. Bei den abgebildeten Fischen handelt es sich um Zander, Flunder, Meerneunauge, Lachs, Aal, Wels, Bach- oder Meerforelle, Hecht, Plötze, Brachse und Karpfen.

##### Wohnraum der Kurfürstin

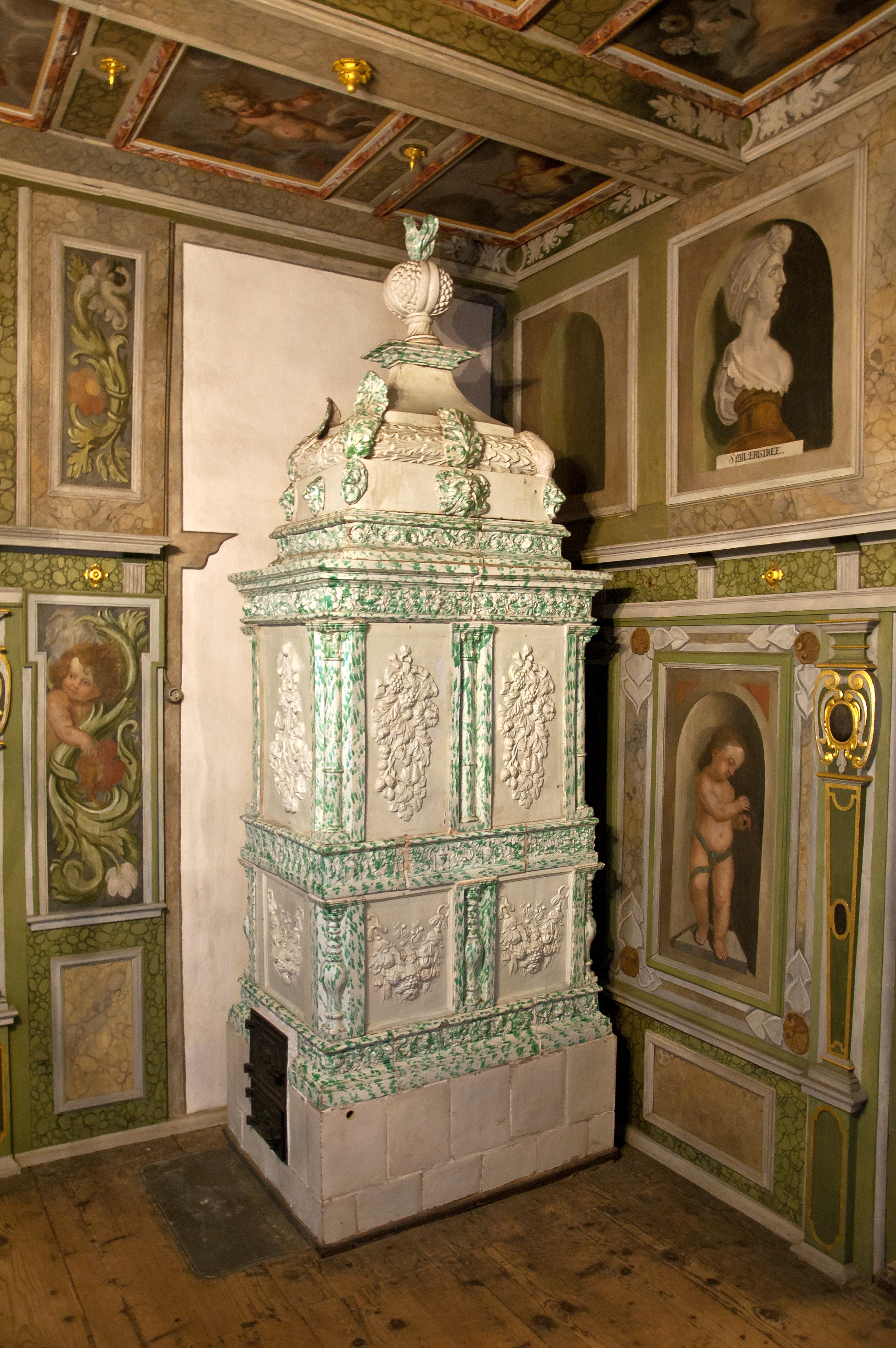
Kachelofen im Gemach der Kurfürstin

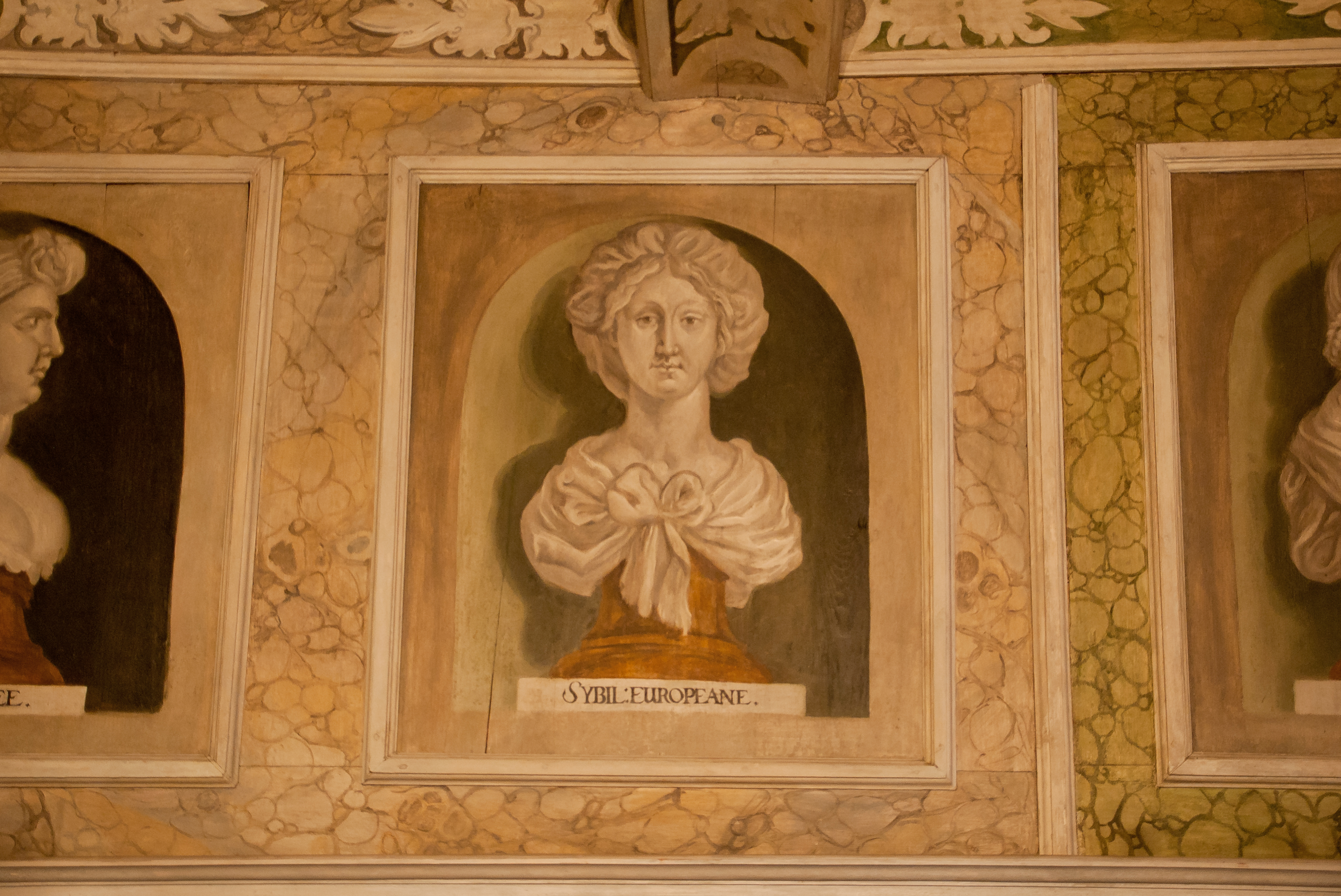
Europäische Sibylle im Raum der Kurfürstin

Im Wohnraum steht in der Ecke, hinter der sich der Kamin im Festsaal befindet, ein mit Reliefs verzierter und reich gegliederter Kachelofen. Die Pilaster zwischen den Wandpaneelen sind sowohl in den beiden Räumen des Kurfürsten wie auch denen der Kurfürstin nicht von Dorischer Ordnung, sondern es wurde die Gestalt der zu jener Zeit modernen Terme mit sich nach unten verjüngendem Schaft gewählt. Verziert sind diese Paneelteilungen durch sparsame Juwelenornamentik.

###### Freie Künste
Im Wohnraum der Kurfürstin sind in den Rundbogennischen auf den illusionistisch dreidimensional gemalten Sockelplatten die Sieben Freien Künste als Putten dargestellt, die am Scheitelbogen der Nische bezeichnet sind. Trivium und Quadrivium sind gemischt über die Wände verteilt: An der Ostwand beiderseits der Fenster: „Aritmethica.“ mit Zahlentafel und „Geometria.“ mit Zirkel und Papier, Südwand beiderseits der Fenster: „Astronomia.“ mit Messfernrohr und Armillarsphäre und „Rhetorica“ mit erhobenen Händen, an der Westwand: „Dialectica“ mit Buch und „Musica“ mit Posaune, an der Nordwand „Gramatica.“ mit einem Schriftstreifen und lateinischem Alphabet in den Händen, durch eine achte Kunst aus den Artes mechanicae ergänzt, die „Pictura.“ mit Palette und Pinsel.
Auf der Nordwand befindet sich neben dem Ofen ein neunter, unbenannter Putto mit nicht identifizierbaren Merkmalen, der in seiner künstlerischen Gestaltung stark gegen die anderen abfällt. Möglicherweise handelt es sich dabei um eine nachträgliche Wandfüllung nach der Ofenumsetzung nach 1660 durch einen der Nebenkünstler.

###### Sibyllen
Im oberen Bereich der Wand, über dem Gebälk, befinden sich die zwölf Sibyllen, also Varros zehn sowie die im Mittelalter geschaffenen weiteren zwei, die Agrippinische Sibylle und die Europäische Sibylle. Die Sibyllen sind als Büsten in Grisaillemalerei dargestellt; sie sitzen auf bräunlichen Sockeln, die sich auf einer zweidimensionalen Plinthe abstützen. Diese übernimmt die Funktion eines Namensschildes für die auf Französisch bezeichneten Sibyllen, was einen Hinweis auf die Herkunft der verwendeten Vorlage geben könnte.
Die Haare der als junge Frauen dargestellten Weissagerinnen sind von weißen Tüchern bedeckt, die sehr unterschiedlich drapiert sind. Lediglich die Persische Sibylle in der rechten Ecke der Nordwand wird traditionsgemäß als alte Frau dargestellt. Sie ist über der achten Kunst „Pictura“ platziert, die nicht zu den Freien Künsten gehört.
In der gleichen Reihenfolge wie die Freien Künste verteilen sich die Sibyllen wie folgt: an der Ostwand „Sibyl: Cimaine.“, „Sibyl: Samienne.“, „Sibyl: Helespontiqve.“ und „Sibyl: Tiburtine“, an der Westwand „Sibyl: Cymeriene.“, „Sibyl: Delphiqve.“, „Sibyl: Agrippine.“ und „Sibyl: Lubiqve.“, an der Nordwand „Sibyl: Eristree.“, „Sibyl: Europeane.“, „Sibyl: Phrigiene.“ und „Sibyl: Persiqve.“.
Die Sibyllen sind wohl auch als Anspielung auf die Vornamen der Herrscherinnen anzusehen, da die zweite Gemahlin, die Tochter von Johann Georg I. und auch die Gemahlin von Johann Georg II. den Namen Sibylle trugen.

###### Putten mit Blumen und Wolken
An der Kassettendecke von Wohn- und Schlafraum befinden sich 24 beziehungsweise 16 Kassetten mit Putten zwischen Wolken und mit Blumen, bei denen es sich um die Modeblumen jener Zeit, vorwiegend Tulpen, aber auch Lilien, Rosen, Nelken, Narzissen sowie um eine Kaiserkrone, handelt, so wie sie in vielen zeitgenössischen Florilegien als Vorlage dargestellt wurden. Eine der Putten umarmt einen Pfau, statt eine Blume zu halten.
Im Wohnraum der Kurfürstin enthalten achtzehn der Kassetten Bilder der prestigeträchtigsten Blume jener Zeit, der Tulpe. Daneben sind viermal Rosen, zweimal Lilien, zweimal Nelken, dazu Ackergauchheil, Tazetten, Goldstern, Milchstern, Scilla, Glockenblume, Winde, Milchstern oder Narzisse und die Kaiserkrone dargestellt.

##### Schlafraum der Kurfürstin

###### Amazonen
Elf Büsten mit Grisaillemalerei auf bräunlichen Sockeln an der Wand des Schlafraums der Kurfürstin stellen einer Inschrift nach Amazonen dar. Die Köpfe der wie die Sibyllen als junge Frauen dargestellten Kriegerinnen tragen meist Helme.
Die Amazonen wurden zu jener Zeit wie die Sibyllen zu den Heroinen gezählt, den so genannten „Femmes fortes“. Diese waren in der ersten Hälfte des 17. Jahrhunderts Standardmotive in Literatur und Kunst. In zahlreichen Büchern war das starke weibliche Geschlecht zum Lobe einer herausragenden Barockfürstin beschrieben und dargestellt. Das Thema des „Fürstinnenlobes“ bildet damit eine Analogie zur Ikonografie des Festsaals, dem „Bild des guten Fürsten“.

###### Putten mit Blumen und Wolken
An der Kassettendecke von Wohn- und Schlafraum befinden sich 24 beziehungsweise 16 Kassetten mit Putten zwischen Wolken und mit Blumen, bei denen es sich um die Modeblumen jener Zeit, vorwiegend Tulpen, aber auch Lilien, Rosen, Nelken, Narzissen sowie um eine Kaiserkrone, handelt, so wie sie in vielen zeitgenössischen Florilegien als Vorlage dargestellt wurden. Eine der Putten umarmt einen Pfau, statt eine Blume zu halten.
Im Schlafraum der Kurfürstin enthalten sechs der Kassetten Bilder der prestigeträchtigsten Blume jener Zeit, der Tulpe. Daneben sind dreimal Rosen, zweimal Sonnenblumen, dazu Physalis, Maiglöckchen, Narzisse, Winde, ein Kirschzweig und eine nicht bestimmbare Blume dargestellt.

## Denkmaleigenschaft
Bereits in der sächsischen Großinventarisation des Kunsthistorikers Cornelius Gurlitt von 1904 (Beschreibende Darstellung der älteren Bau- und Kunstdenkmäler des Königreichs Sachsen) wird die Hoflößnitz aufgelistet: Als eines von 32 Kunst- und Baudenkmalen in fünf Lößnitzorten werden die Lage sowie das Berg- und Lusthaus, die Wirtschaftsgebäude, die Spitzhaustreppe und am oberen Ende der muschelartige Bau auf drei Buchseiten beschrieben. Zusätzlich wird das Berg- und Lusthaus detailliert auf weiteren zehn Seiten vorgestellt, insbesondere der Festsaal mit seinen Nebenräumen, den Gurlitt zusammenfassend wie folgt beschreibt: 

„eines der bemerkenswertesten Beispiele der Dekorationsweise des 17. Jahrhunderts.“

 Hinzu kommen Bilder und Zeichnungen. Das Spitzhaus bekam ein eigenes Kapitel mit eineinhalb Seiten und fünf Zeichnungen.

Auch im Kurzinventar von Georg Dehio aus dem Folgejahr 1905 (Handbuch der deutschen Kunstdenkmäler) werden das Haupthaus der Hoflößnitz und das Spitzhaus als zwei von neun Kunstdenkmälern aufgelistet. Zur Hoflößnitz befindet sich im ersten Dehio-Handbuch wie auch in den folgenden Ausgaben bis 1943 die folgende Beschreibung: 

„Wohnhaus um 1653. Das in seiner alten Einrichtung erhaltene Obergeschoß bmkw. [bemerkenswert]. Beispiel der Dekorationsweise des 17. Jh.“

Im darauffolgenden Dehio von 1965 wurde die Hoflößnitz bereits mit zwölf Zeilen dargestellt, im Gegensatz zu den zwei Zeilen im Jahr 1905. Insbesondere auf die Innenausstattung wurde wesentlich detaillierter eingegangen. Im Dehio von 1996 sind zwei Seiten samt einem Lageplan der Anlage gewidmet. Allein für das Berg- und Lusthaus mit seiner Innenausstattung steht eine dreiviertel Seite zur Verfügung. Der Abschnitt zur Hoflößnitz ist mit einem Sternchen als eines der „Kunstdenkmäler von besonderem Rang oder exemplarischer Bedeutung“ ausgezeichnet, was innerhalb Radebeuls nur noch für Wackerbarths Ruhe vergeben wurde.

Ebenso wie Dehio beschrieb auch der Historiker Hans Beschorner das in der Öffentlichkeit wenig bekannte Gebäude. Nach einem Aufsatz in den Dresdner Geschichtsblättern im Vorjahr schrieb er 1905 in der wissenschaftlichen Beilage der Leipziger Zeitung:

„Schon lange steht nun das Hoflößnitzer Herrenhaus leer. […] Was wird sein künftiges Schicksal sein? Wird es vom Erdboden verschwinden? Oder wird es einen kunstsinnigen Eigentümer finden, der liebevoll seine Hand über all die Herrlichkeiten aus längst vergangenen Tagen breitet?“

Im Jahr 1912 übernahm der Hoflößnitz-Verein den Kern der Hoflößnitz, den er in den folgenden drei Jahren sicherte und „das [laut Satzung] kunstgeschichtlich überaus wertvolle, namentlich in seiner Ausschmückung einzigartige“ Objekt in denkmalpflegerischer Hinsicht durch den Architekten Emil Högg auf das historische Original zurückführen ließ sowie ein Zukunftskonzept für das Denkmal und Museum erarbeitete.
Nach dem Konkurs des Vereins, der das teure Vorhaben nicht ausführen konnte, übernahm die anliegende Kommune 1915 das Objekt und stellte es noch im selben Jahr mit einem Ortsgesetz auf der Basis des sächsischen Verunstaltungsgesetzes von 1909 unter amtlichen Denkmalschutz.
Zu DDR-Zeiten war das Denkmalensemble Hoflößnitz als „Denkmal der Kulturgeschichte“ in der Kreisdenkmalliste enthalten und ihm die höchste Wertgruppe I zuerkannt.
Dieser Schutzstatus wurde auch nach der Wende übernommen; die Hoflößnitz ist nach dem neuen sächsischen Denkmalschutzgesetz weiterhin als Kulturdenkmal eingestuft.

## Sächsisches Weinbaumuseum

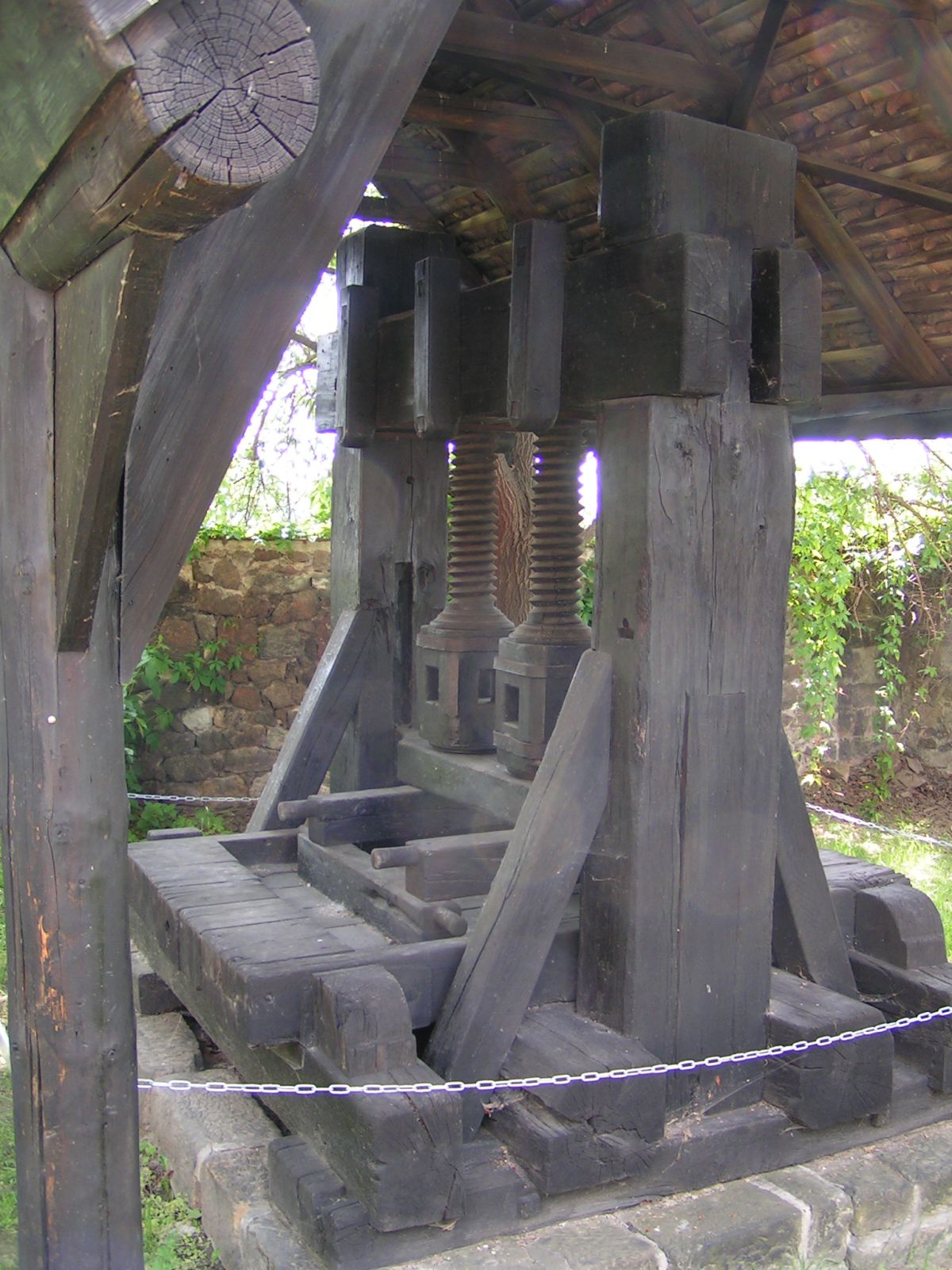
Die Graue Presse, eine Zweispindel-Weinpresse im Außenbereich des Museums

Das Heimatmuseum in der Hoflößnitz spezialisierte sich Mitte der 1980er Jahre auf den heimatlichen Weinbau; Ende der 1990er Jahre entstand daraus das Weingutmuseum Hoflößnitz. Anlässlich der sachsenweiten Veranstaltung 850 Jahre Weinbau in Sachsen wurde 2011 das Museum als Sächsisches Weinbaumuseum Hoflößnitz aufgewertet, das einzige Weinbaumuseum in Sachsen. Im Jahr 2012 hatte das Museum etwa 24.000 Besucher.
Das Museum präsentiert im Erdgeschoss die Geschichte des Weinbaus im Elbtal. Es zeigt die Arbeit der Winzer in den vergangenen Jahrhunderten sowie Gerätschaften, Urkunden, Karten, Kunstgegenstände und Modelle. Die Entwicklung des ehemaligen kurfürstlichen beziehungsweise königlichen Weinguts wird gezeigt und wichtige, mit dem Weinbau verbundene Persönlichkeiten werden vorgestellt.
Am 25. Oktober 1840 fand ein großes bürgerliches Winzerfest mit dem Winzerumzug der Weinbau-Gesellschaft statt, der von der Hoflößnitz zum Gasthof Goldene Weintraube führte. Neben einem Festmahl und Tanz wurde ein bengalisches Feuer auf den Berghöhen der Hoflößnitz und bei Cossebaude auf der anderen Elbseite geboten. Dieser Winzerumzug ist der wohl bekannteste in Sachsen, da er von dem in der Oberlößnitz auf seinem Weingut Retzschgut ansässigen Maler Moritz Retzsch in einer Bilderreihe publiziert wurde. Die Bildvorlage von Retzsch beeinflusste alle folgenden Umzüge. Eine kolorierte Version der Retzsch'schen Bilderfolge ist im Flur beim Eingang des Weinbaumuseums ausgestellt.
Im Obergeschoss befindet sich der kunstgeschichtliche Höhepunkt des Museums, der barocke Festsaal mit seiner zeitgenössischen Ausmalung und Bebilderung, darunter die 80 Vogelbilder von Eckhout. Beiderseits des Festsaals liegen die Wohn- und Schlafräume des Kurfürsten und der Kurfürstin.
Die unteren Räume des Kavalierhauses wurden 1995 restauriert. Sie dienen seitdem für Veranstaltungen oder Weinverkostungen; rechts des Eingangs befindet sich die Museumskasse mit dem Weinverkauf, in einem Museumsraum links wurde 2010 die Ausstellung Erinnerung + Verantwortung. Sächsischer Weinbau im Nationalsozialismus eröffnet, die an die Zwangsarbeiter im sächsischen Weinbau zur Zeit des Nationalsozialismus erinnerte.
Auf dem Dachboden des Berg- und Lusthauses wurden 2014 unerwartet die von dem Maler Julius Otto Fritzsche gefertigten großen Dioramen mit zahlreichen Figuren wiedergefunden, die die Winzerumzüge von August dem Starken zeigen und die seit dem Luftangriffen auf Dresden 1945 als vermisst galten.

## Geschichte des Berg- und Lusthauses
In Erweiterung von: 
 geht der folgende Abschnitt speziell auf das Weinbergschlösschen ein, insbesondere auch auf die spezifischen Restaurierungen des Bauwerks und seiner künstlerischen Ausstattung.

### Entstehung als Lustschlösschen des Kurfürsten
Nach dem Erwerb von Besitz in der Lößnitz am 8. Mai 1401 durch Markgraf Wilhelm den Einäugigen während der Dohnaischen Fehde von der Adelsfamilie der Küch(en)meister, die die Landschaft um Kötzschenbroda vermutlich seit dem 13. Jahrhundert besessen hatten, brachten die Wettiner den verstreuten Weinbergsbesitz der Umgebung für fast fünf Jahrhunderte (bis 1889) unter ihre Kontrolle. Sie konzentrierten dabei den höfischen Weinbau auf das Gut Hoflößnitz. Den Kern der Anlage bildete lange Zeit das 1563 beschriebene Presshaus, das mit einer großen Baumpresse ausgestattet war, und bis 1688 den einzigen Weinkeller hatte.
Der heutige Name „Hoflößnitz“ wurde urkundlich zum ersten Mal am 14. Januar 1622 erwähnt.
Im 17. Jahrhundert kam ein Wohnungsanbau an das bestehende Presshaus für den Bergverwalter hinzu. Um 1650 entstand östlich des Presshauses das Küchen- und Stallgebäude, das heute beidseitig aus dem später daraus erweiterten Kavalierhaus herausschaut. Beide Gebäude bilden die Nordseite des Gutshofs.

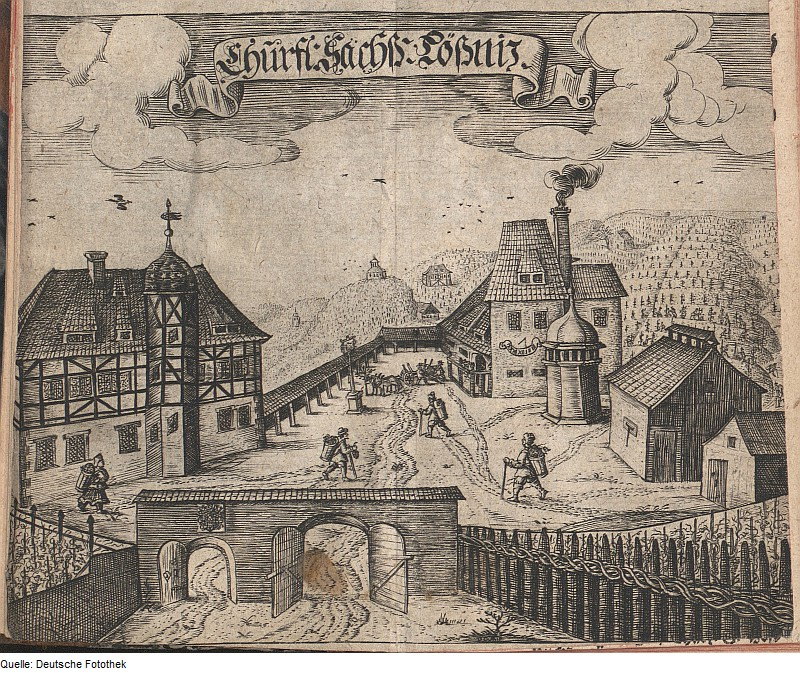
Ansicht Weinberge in der Lößnitz mit Weingut. Johann Paul Knohll: Klein Vinicultur-Büchlein. Frontispiz, 1667. (Der Wendelstein noch in Fachwerk)

In den Jahren 1648 bis 1650, gleich nach dem Dreißigjährigen Krieg, baute Kurfürst Johann Georg I. mit Hilfe seines Landbaumeisters Ezechiel Eckhardt ein Lustschlösschen südlich des Küchengebäudes als Südostecke des Gutshofs. Mit seiner Lage am Hang gewährt es einen freien Blick in das Elbtal. Eckhardt erhielt den Auftrag, da sich der bisherige Oberlandbaumeister Wilhelm Dilich aufgrund seines fortgeschrittenen Alters aus dem Dienst zurückzog und sein offizieller Nachfolger Wolf Caspar von Klengel erst 1656 ernannt wurde. Das Lusthaus ist stilistisch dem Manierismus als Übergang von der Spätrenaissance zum Frühbarock zuzuordnen. Von den Lößnitz-Weinbergshäusern unterschied es sich äußerlich durch den Turm mit der Wendeltreppe sowie die vergoldete Wetterfahne mit dem sächsischen Wappen. Der Sohn des Kurfürsten Johann Georg II., der nach des Vaters Tod 1656 die Ausmalung der Hoflößnitz fertigstellen ließ, beschäftigte den schon von seinem Vater geholten Niederländer Albert Eckhout als Hofmaler. Insbesondere auch durch die Hofmaler Wiebel und Schiebling entstand die prächtige Ausstattung des Festsaals mit den beiden seitlich gelegenen Wohn- und Schlafzimmern des Kurfürsten und der Kurfürstin. Der Innenausbau wurde wohl großteils vor 1661 abgeschlossen, da das Provinzwappen der per kaiserlicher Order von 1661 in den sächsischen Schild aufgenommenen Grafschaft Barby in der Hoflößnitz noch fehlt. Nach 1667 wurde der ursprünglich bis oben aus Holzfachwerk bestehende Treppenturm zu einem massiven Wendelstein umgebaut. Nach dem Lößnitzer Manual wurde das Lustschlösschen 1668 dem kaiserlichen Residenten Heinrich Julius von Blume und dem Pfalzgrafen und kaiserlichen Generalfeldmarschall Philipp von Sultzbach vorgeführt; 1670 durfte sich auch der französische Resident dort umsehen.
Die westlich des Lusthauses gelegenen Bauten mit Weinkeller, Kellerstube, Winzerwohnung und Stall entstanden 1688, wodurch der Gutshof seine etwa rechteckige Form erhielt.
August der Starke lud seine Jagdgesellschaften nach Hoflößnitz ein und veranstaltete Tanzfeste des Hofes mit Weinausschank. Das erste solche Fest fand zur Weinlese 1715 statt, dem weitere in den Jahren 1719 und 1727 folgten.
Landbaumeister Carl Mildreich Barth schuf 1843 die Pläne für den spätklassizistischen Bau des Bergverwalterhauses, das Teile des Küchen- und des Stallgebäudes einschloss. Die Ausführung lag bei Karl Moritz Haenel. Für dieses Gebäude bürgerte sich am Beginn des 20. Jahrhunderts die ahistorische, jedoch bis heute verwendete Bezeichnung Kavalierhaus ein.

### Verkauf an Privat, historistischer Umbau

Schloss Hoflößnitz, um 1910

In den 1880er Jahren richtete die Reblauskatastrophe in der Lößnitz schwere Schäden in den Weinbergen an. Im Sommer 1887 wurde amtlicherseits die Durchseuchung der Böden festgestellt. Die sächsische Regierung beschloss die Aufgabe des Weinbaus in der Hoflößnitz. Im Jahr 1889 wurde das Weingut parzelliert und versteigert, ebenso wie viele Teile des beweglichen Inventars.
Die Gutsanlage selbst kam nach zwei Besitzerwechseln 1899 in die Hände des russischen Generals und Gesandten am sächsischen Hof, Graf Boris Sukanov-Podkolzin (auch Suckanoff-Podkolzine). Dieser ließ auf das Berg- und Lusthaus nach Süden zum Tal hin einen sehr groß dimensionierten, verblechten Neorokoko-Turmaufbau aufsetzen. Vor das Haupthaus, zum Tal hin, wurde eine Balustrade mit einer Freitreppe vorgebaut. Zusätzlich erhielt das Hoftor ein neobarockes Gitter.
Bereits im Jahr 1900 verstarb der General, und neue Besitzerin wurde seine Erbin, die in St. Petersburg lebende Gräfin Anna von Zolotoff. Da ihr das im fernen Sachsen liegende Schlösschen wenig bedeutete und sie den Verkauf des nur für gelegentliche Sommeraufenthalte genutzten Anwesens erwog, bestand erneut die Gefahr der weiteren Parzellierung auch noch der Restflächen des ehemals weitläufigen Weinguts. Der Oberlößnitzer Bebauungsplan sah rundherum die Bebauung mit Villen vor, von denen 1905 die Villa Franziska nahebei in der Hoflößnitzstraße 58 entstand. Was mit dem restlichen Areal hätte geschehen können, hatte die Entwicklung der Villenkolonie Altfriedstein gezeigt, einschließlich des Eingriffs in die jahrhundertealte Bausubstanz eines herrschaftlichen Gebäudes.

Turmaufbauten in der Lößnitz zum Vergleich
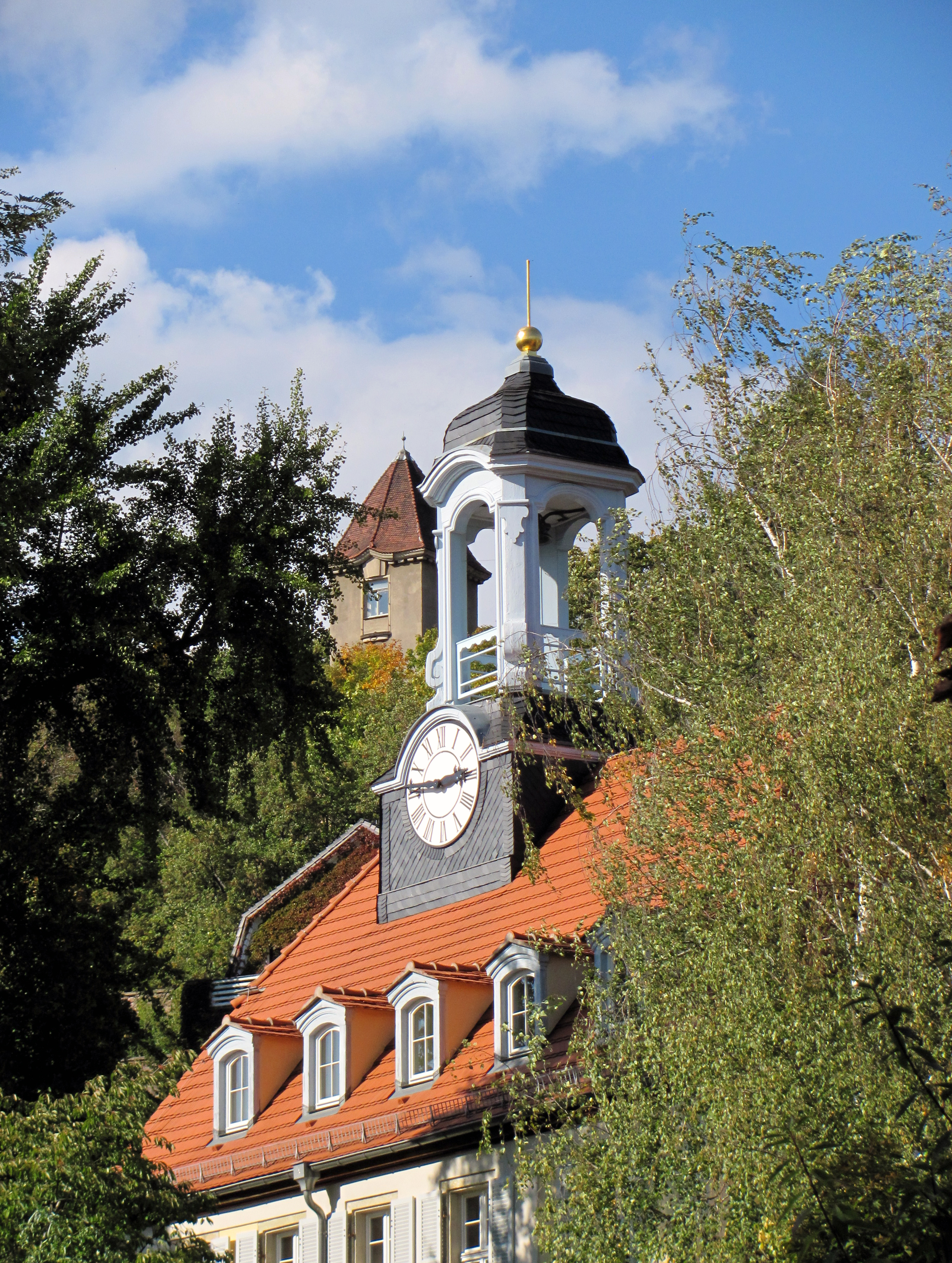
Turm um 1745: Altfriedstein
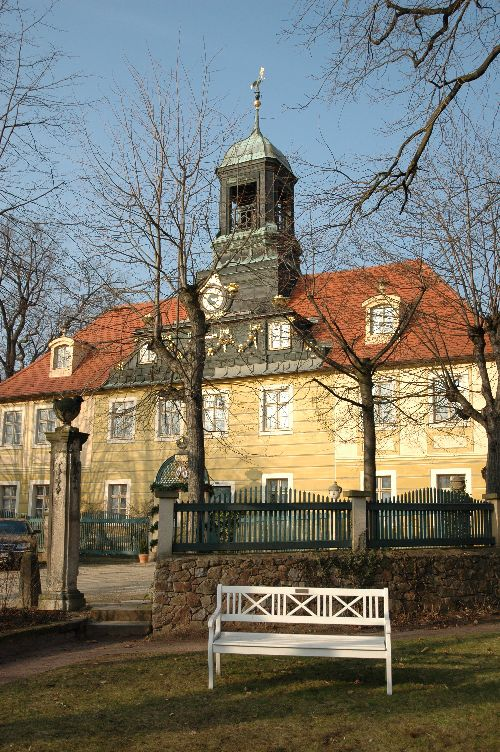
Turm um 1785: Haus Sorgenfrei
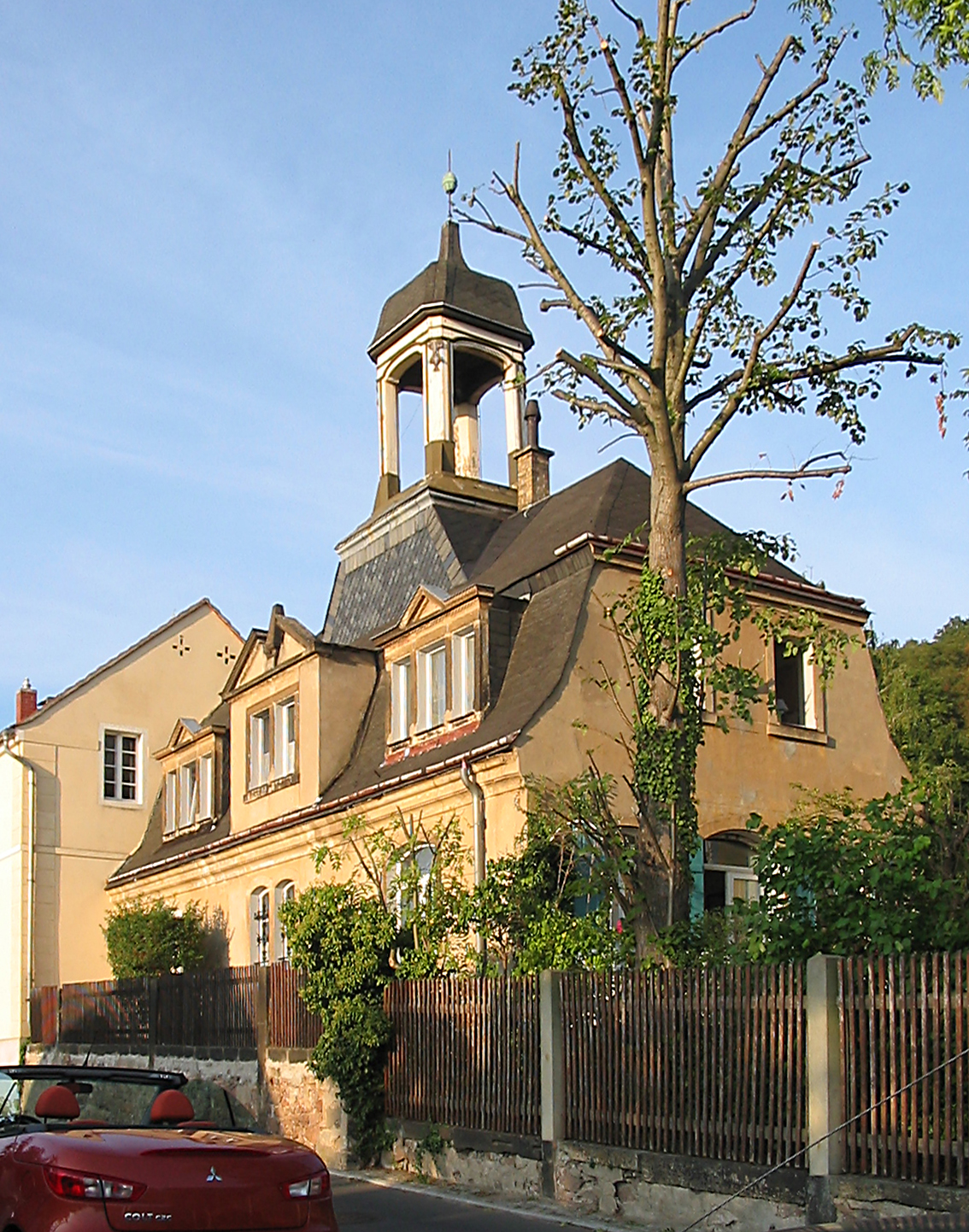
Turm um 1800: Kynast, Turmhaus

### Sicherung der Substanz und Rückbau, Bilder-Instandsetzung, Lokales Denkmalschutzgesetz

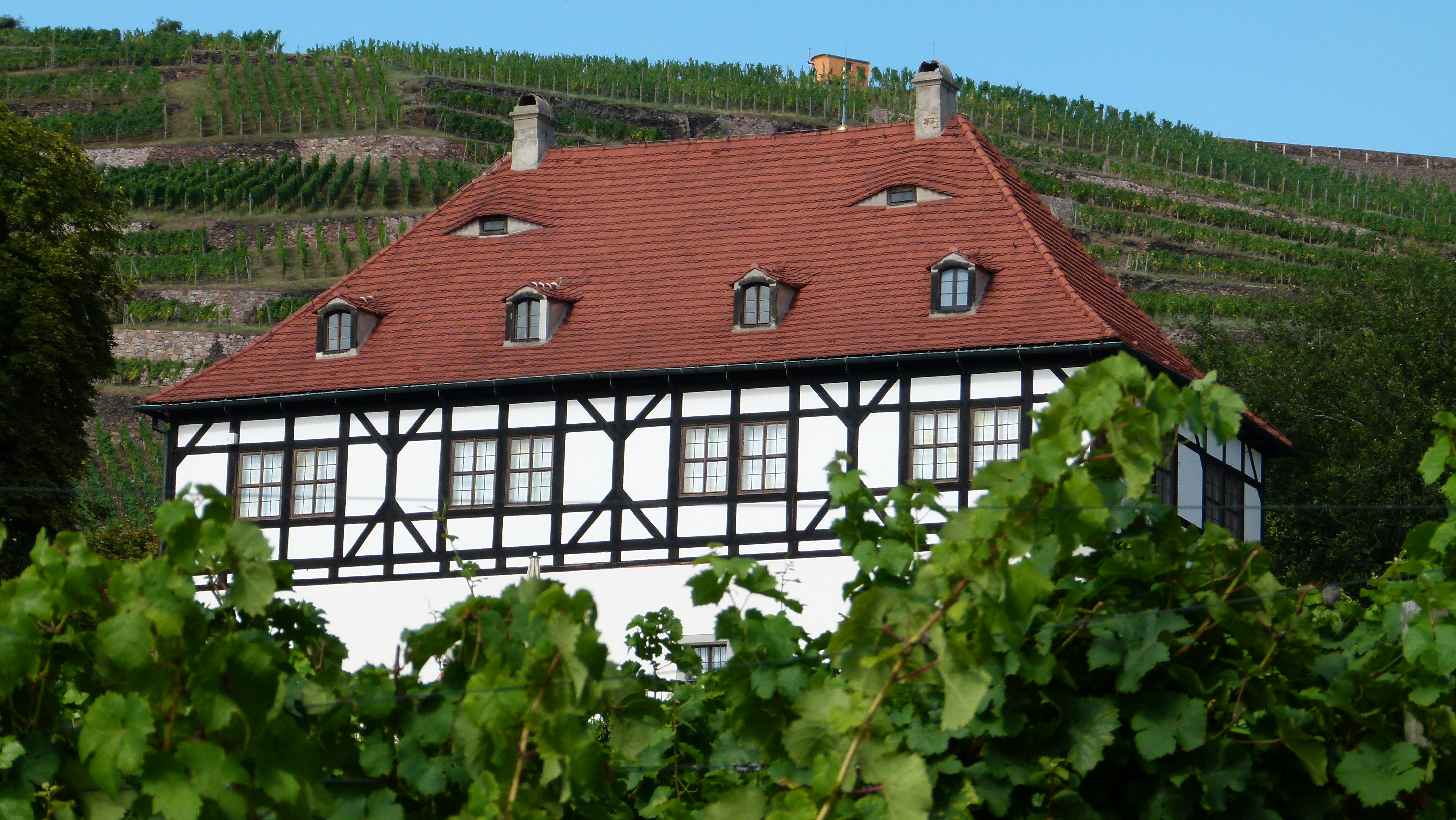
Lust- und Berghaus heute, nach der Rückstilisierung

Im Jahr 1912 stand der Kern der Hoflößnitz, ein 2,8 Hektar großes Anwesen mit der Weingutsanlage, ein weiteres Mal zum Verkauf.

Um der weiteren Zerschlagung der Restflächen mit der Folge weiterer Zersiedlung wie auch der Zerstreuung noch vorhandener Kunstwerke entgegenwirken zu können, gründeten interessierte Bürger den Hoflößnitz-Verein. Am 20. März 1912 nahm der in der Grundschänke gegründete Verein unter der Leitung des aus Oberlößnitz stammenden Geheimen Finanzrats Georg Friedrich Haase seinen Sitz in der Oberlößnitz. Lippert wurde stellvertretender Vorsitzender und Beschorner Schriftführer; mit dabei war auch der Oberlößnitzer Gemeindevorstand Bruno Hörning als Schatzmeister. Der Vereinszweck bestand laut Satzung darin, 

„das kunstgeschichtlich überaus wertvolle, namentlich in seiner Ausschmückung einzigartige ehemals kurfürstliche Weinbergsschlösschen Hoflößnitz mit dem es umgebenden Gelände aufzukaufen, instandzusetzen und zu erhalten, sowie ein im Erdgeschoss unterzubringendes Museum der Geschichte der Lößnitzorte und des sächsischen Weinbaues ins Leben zu rufen.“

Dem durch die Unterstützung des Historikers Woldemar Lippert, Vorstandsmitglied im Königlich-Sächsischen Altertumsverein, bald auf 120 Mitglieder angewachsenen Verein gelang es innerhalb kurzer Zeit, einen Großteil der für den Erwerb und die Sanierung notwendigen Mittel in Höhe von 350.000 Mark insbesondere durch Spenden aus den Reihen der Industrie einzuwerben.
Nach dem Erwerb der Anlage sowie der östlich gelegenen Flächen (insbesondere des Schlossbergs) im Juli 1912 wurde die Leitung zur Sicherung der teilweise jahrhundertealten historischen Substanz, des notwendigen Rückbaus auf die historische Stilisierung sowie der nach damaligen Vorstellungen denkmalgerechten Sanierung dem Architekten und Vorstandsmitglied Emil Högg übertragen, der sich im selben Jahr im benachbarten Radebeul niederließ.
Die bautechnischen Untersuchungen hatten ergeben, dass das Weinbergsschlösschen „in hohem Grade baufällig war“, schlimmer als vorher befürchtet. Durch die unsachgemäße Aufsetzung des überdimensionierten Dachreiters auf der Südseite war die Dachkonstruktion so stark verformt, dass eingedrungenes Regenwasser die Deckengemälde des Festsaals beschädigt hatte. Dazu kam, dass das wohl im 18. Jahrhundert verputzte Fachwerk im Obergeschoss stark geschädigt war. Höggs Maßnahmen wie der Abbau des Dachturms, die Freistellung des Fachwerks und der Austausch von Balken retteten das Bauwerk und versetzten es zugleich im Äußeren in eine der Erbauungszeit von 1650 gemäße Form. Zusätzlich wurde auch die Balustrade wieder abgebrochen. Alle diese Bauausführungen lagen in den Händen der Bauunternehmung Hörnig & Barth. Die historisch angemessene Restaurierung Höggs erfolgte „in einer auch heute noch musterhaften Weise“, war jedoch so aufwendig, dass sie das Vereinsvermögen aufzehrte. Zudem rief das äußere Aussehen Proteste in der Bevölkerung hervor, die sich ein Schlösschen eben nicht wie ein schlichtes Winzerhaus vorstellte. Insbesondere der Abbau des Dachtürmchens, das bereits zum „Wahrzeichen der Lößnitz“ erklärt worden war, erregte großen Anstoß.
Die notwendige Restaurierung der schadhaften Wand- und Deckengemälde nahm der Dresdner Kunstmaler Gustav Löhr vor. Seine Restaurierung wurde bereits 1913 durch den Landesverein Sächsischer Heimatschutz kritisch gesehen, hatte doch Löhr weitgehende Übermalungen vorgenommen. Löhrs Zeitgenosse, der Architekt Carl Zetzsche, fasste dies 1914 kritisch kommentierend folgendermaßen zusammen: „…die schwer beschädigte Deckenbemalung ist von Kunstmaler Löhr mit sachkundiger Hand einigermaßen wieder instand gesetzt worden.“
Die Spendenquellen versiegten in kurzer Zeit. Dadurch kam es nur noch zu geringen Umbauten am Kavalierhaus und am Pressgebäude. Kostspielige Fehlentscheidungen von Haase kosteten ihn seinen Platz, er wurde zum Rücktritt gezwungen. Eine Steuernachforderung 1914 führte die faktische Insolvenz herbei. Die Schuldenlast hatte drei Jahre nach der Gründung ein geordnetes Konkursverfahren des Vereins zur Folge.
Um das Erreichte zu sichern, wurde der Vereinsbesitz, also insbesondere das Hoflößnitz-Anwesen, bei dem Konkursverfahren für wenig Geld an die Gemeinde Oberlößnitz als Hauptgläubiger verkauft. Die Gemeinde erhielt die staatliche Auflage, das Anwesen denkmalgemäß zu pflegen und künftige Bodenspekulationen mit dem Hoflößnitzanwesen zu unterbinden. Oberlößnitz erließ somit noch im selben Jahr 1915 ein Ortsgesetz gegen die Verschandelung der Hoflößnitz nebst Anlagen und Umgebung, um die weitere Aufteilung der Kernflächen des ehemals königlichen Weinguts Hoflößnitz gegen Zersiedlung zu schützen. Grundlage war das sächsische Gesetz gegen Verunstaltung von Stadt und Land von 1909.

### Heimatmuseum

Malenswert: Landschaft von Georg Richter-Lößnitz, ohne Datum

Bereits zu Zeiten des Hoflößnitz-Vereins war der Niederlößnitzer Schuldirektor Emanuel Erler mit dem Aufbau eines Heimatmuseums beauftragt worden. Dieser leitete die Ortsgruppe des Vereins für sächsische Volkskunde, mit der er auf der Kötzschenbrodaer Gewerbeausstellung von 1909 bereits eine Schau der örtlichen Weinbaugeschichte gezeigt hatte. Insbesondere auch wegen der Ermunterung durch König Friedrich August III. wollte Erler diese Ausstellung zu einer Dauerpräsentation werden lassen.
Die Gemeinde Oberlößnitz richtete 1924 das Museum im Schlösschen ein (Heimathaus Hoflößnitz); unterstützt wurde sie dabei durch den ersten sächsischen Landeskonservator Walter Bachmann, der 1919 in die Lößnitz gezogen war. Zusätzlich eröffnete zu Pfingsten 1924 die Jugendherberge Oberlößnitz im Dachgeschoss des Schlösschens, ein Bettendomizil mit 40 Schlafplätzen. Die Jugendherberge durfte das Dachgeschoss bis 1935 nutzen, als das Stadtweingut geschaffen wurde.
Nach der Eingemeindung von Wahnsdorf und Oberlößnitz war die Stadt Radebeul Eigentümer von Lößnitz-Weinbergen. Der damalige Oberbürgermeister Heinrich Severit schuf 1935 das Stadtweingut Radebeul, dessen Sitz im traditionsreichen, ehemals königlichen Weingutsanwesen Hoflößnitz eingerichtet wurde.
Zwischenzeitlich diente die Hoflößnitz im Zweiten Weltkrieg als Kriegsgefangenenlager für Soldaten der Roten Armee. Nach dem Krieg, den die Hoflößnitz unversehrt überstanden hatte, wurde sie zum Sitz der sowjetischen Besatzungsmacht.

### Herauslösung aus dem Weingut, Verbleib als städtisches Museum
Am 1. Oktober 1949 verblieb das Heimathaus Hoflößnitz mit seinem Museumsgebäude, dem Berg- und Lusthaus, in der Rechtsträgerschaft der Stadt Radebeul.
Der sonstige Betrieb des Stadtweinguts wurde abgelöst. Dieser ging ebenso wie das Staatsweingut des Landes Sachsen am 1. Oktober 1949 in die Rechtsträgerschaft der Zentralen Vereinigung Volkseigener Güter (ZVVG) Südost über, die dem Ministerium für Land- und Forstwirtschaft des Landes Sachsen unterstand. Aus der Vereinigung beider Weingüter entstand das Volkseigene Gut Weinbau „Lößnitz“, als dessen Sitz das Weingut Paulsberg im Stadtteil Zitzschewig bestimmt wurde. Später wurde der Sitz des Volksweinguts Lößnitz nach Wackerbarths Ruhe verlegt, wo eine neue Sektkellerei aufgebaut wurde.
Das Heimatmuseum spezialisierte sich ab Mitte der 1980er Jahre auf den heimatlichen Weinbau.

### Wiedervereinigung mit dem wieder städtischen Weingut, Sächsisches Weinbaumuseum

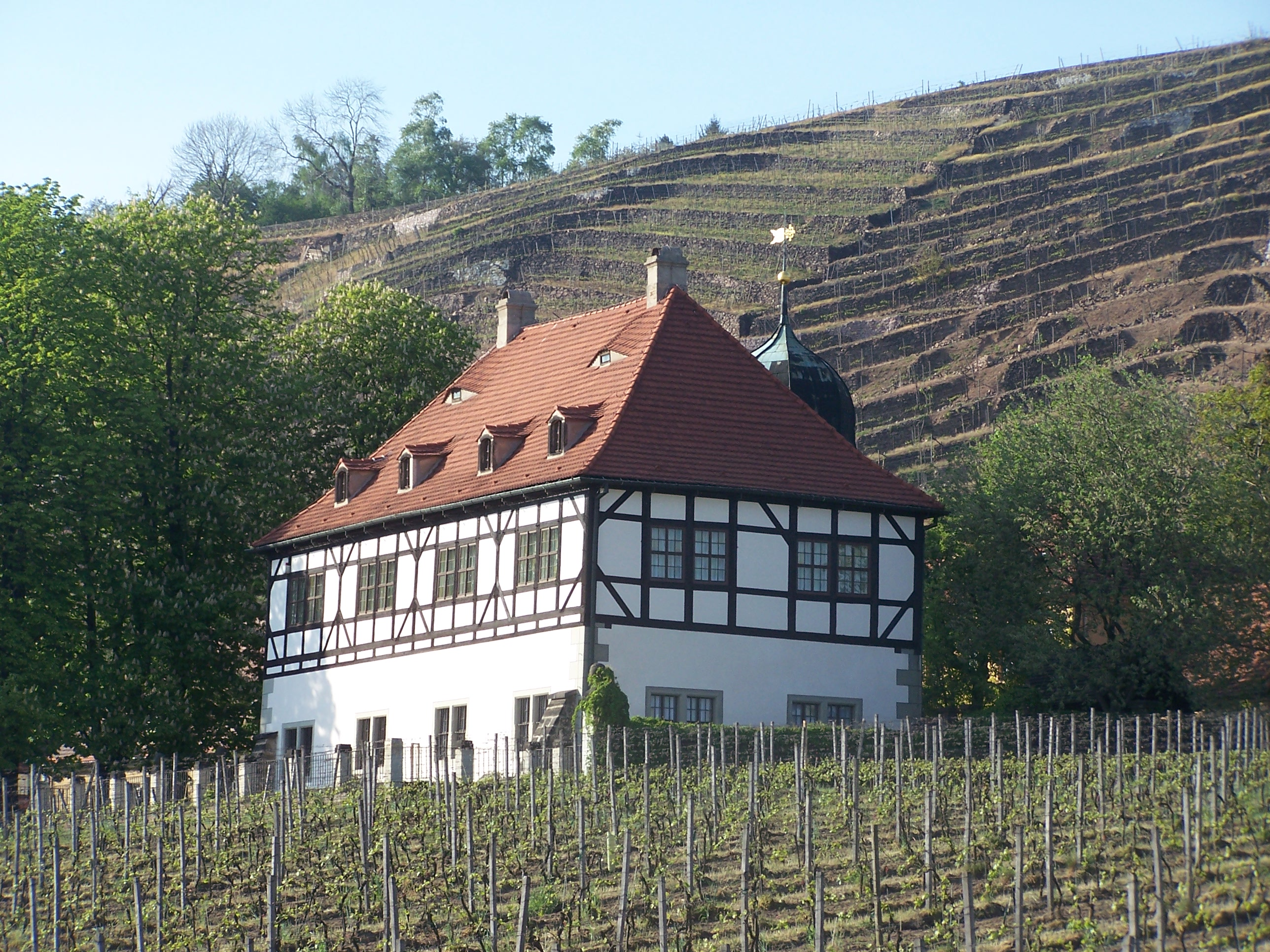
Lust- und Berghaus mit den Steillagen im Hintergrund (Weinberg Goldener Wagen), davor der gutseigene Schlossberg

Im Juli 1990 wurde das Volkseigene Gut zur Weinbau Radebeul – Schloß Wackerbarth GmbH umgewandelt. Schloss Wackerbarth übernahm das Land Sachsen im April 1992, während das in das Volksweingut eingebrachte Stadtweingut Radebeul als städtisches Weingut Hoflößnitz wieder abgetrennt und in städtisches Eigentum übertragen wurde. Weinbergsschlösschen und Weingut kamen wieder unter einen Eigentümer.
Die Stadt brachte das Anwesen 1998 in eine Stiftung mit der Bezeichnung Stiftung Weingutmuseum Hoflößnitz ein. Gleichzeitig lagerte sie das Weingut in eine GmbH aus. Mit der Umwandlung des Städtischen Museums Hoflößnitz in das Weingutmuseum Hoflößnitz wurde der Kunstbestand aufgeteilt: Der weinspezifische Teil verblieb bei der Hoflößnitz für deren Museum, die sonstigen Kunstwerke gingen in den Bestand der Städtischen Kunstsammlung über, die der Stadtgalerie Radebeul am Anger von Altkötzschenbroda angegliedert ist.
Im Jahr 2001 erschien mit der von dem Kunsthistoriker und ehemaligen sächsischen Landeskonservator Heinrich Magirius herausgegebenen Publikation 600 Jahre Hoflößnitz: Historische Weingutanlage das wohl umfangreichste Standardwerk zur Hoflößnitz.
Anlässlich der sachsenweiten Veranstaltung 850 Jahre Weinbau in Sachsen wurde 2011 das Weingutmuseum Hoflößnitz zum Sächsischen Weinbaumuseum Hoflößnitz aufgewertet. Das Museum ist Mitglied bei ICOM Deutschland. Ebenfalls im Jahr 2011 rief die Stiftung Weingutmuseum Hoflößnitz den historischen Winzerzug von Moritz Retzsch aus dem Jahr 1840 nach historischer Vorlage wieder ins Leben; lediglich die Richtung des Zuges wurde umgedreht, um in der Hoflößnitz enden zu können. Der Winzerzug wurde seitdem jährlich wiederholt.